# 尾道市
尾道市（日语：／ Onomichi shi */?）是位於日本廣島縣東南部的城市，位處岡山市與廣島市兩個大都會區之中間處；轄區還包括瀨戶內海上的向島、因島、生口島、高根島、岩子島、細島、百島，此外在福山市西側與尾道隔海相對的浦崎町地區為與尾道市不相連的飛地。
市區緊鄰瀨戶內海的尾道水道，因此自古就是海運的物流集散地；19世紀末鐵路山陽鐵道（現在的山陽本線）開通後，成為鐵路運輸與海運的轉運點，因此一度躍升為廣島縣東部的最大城市。1999年5月西瀨戶自動車道通車後，更可直接連結四國，加上2015年全線開通的中國橫斷自動車道尾道松江線，因而被稱為「瀨戶內的十字路口」。除了商業及物流外，造船等海運相關產業亦相當發達，在尾道市區、向島、因島等地有著大量造船廠。
市名「尾道」一般認為係源自「山尾的道路」的說法，與其市中心區域依山傍水的地形有關；尾道地形多山，市區不少街道建於山坡地上，因此有「坡道之城」（坂の街）的別稱。由市內至今仍保留有眾多古蹟，又有「瀨戶內的小京都」之稱。此外，亦以「文學之城」（文学の街）、「電影之城」（映画の街）的名號著稱。

## 人口
| 尾道市人口分布圖 |                                               |  |
| 尾道市與日本全國年齡別人口分布比較圖 （2005年資料） | 尾道市的年齡、男女別人口分布圖 （2005年資料） |  |
| ■紫色是尾道市 ■綠色是全国 | ■藍色是男性 ■紅色是女性                       |  |
| 尾道市人口變化 \| 1970年 \| 183,325人 \| \| \| 1975年 \| 185,503人 \| \| \| 1980年 \| 180,901人 \| \| \| 1985年 \| 177,532人 \| \| \| 1990年 \| 166,930人 \| \| \| 1995年 \| 159,890人 \| \| \| 2000年 \| 155,200人 \| \| \| 2005年 \| 150,225人 \| \| \| 2010年 \| 145,202人 \| \| \| 2015年 \| 138,626人 \| \| \| 2020年 \| 131,170人 \| \| |                                               |  |
| 資料來源：日本總務省統計中心提供之人口普查數據 |                                               |  |
| 1970年 | 183,325人                                     |  |
| 1975年 | 185,503人                                     |  |
| 1980年 | 180,901人                                     |  |
| 1985年 | 177,532人                                     |  |
| 1990年 | 166,930人                                     |  |
| 1995年 | 159,890人                                     |  |
| 2000年 | 155,200人                                     |  |
| 2005年 | 150,225人                                     |  |
| 2010年 | 145,202人                                     |  |
| 2015年 | 138,626人                                     |  |
| 2020年 | 131,170人                                     |  |

## 歷史
過去在令制國時代屬於備後國，現在大部分的區域屬於御調郡，東部部分區域屬於沼隈郡，海上部分島嶼則屬於豐田郡。
在12世紀時，成為備後大田庄（位於現在的世羅町）的港口倉敷地而開始發展，逐漸成為港口城市；17世紀江戶時代後，現在的轄區西北部屬於御調郡的範圍，及海上島嶼都成為廣島藩的領地，東部屬於沼隈郡的範圍則成為福山藩的領地。
19世紀末明治維新實施廢藩置縣後，原屬廣島藩和福山藩的區域分別改隸廣島縣和福山縣，其中福山縣的區域在1871年被整併為深津縣，隔年更名為小田縣，後又在1875年一度被直接併入岡山縣，但僅一年後又從岡山縣分出，改劃入廣島縣。
1889年日本實施町村制，現在的尾道市中心區域設立為尾道町，並在1898年升格改制為尾道市，也是繼廣島市之後，廣島縣內第二個成為「市」的行政區劃。
而周邊其他區域在當時則分屬48個行政區劃，此後在1930年代、1950年代、1970年代經過多次整併後，除了尾道市的轄區逐漸擴大外，周邊區域也整併為位於北側的御調町、位於向島中部及西部的向島町、位於因島周邊的因島市、位於生口島北部的瀨戶田町。2000年代日本政府推動平成大合併期間，御調町、向島町、因島市和瀨戶田町也分別在2005年和2006年被併入尾道市，組成現今尾道市的範圍。

### 變遷表
| 1889年4月1日 | 1889年 - 1926年     | 1926年 - 1954年                  | 1926年 - 1954年                  | 1955年 - 1989年                 | 1955年 - 1989年             | 1989年 - 現在              | 現在                       |
| ------------ | ------------------- | -------------------------------- | -------------------------------- | ------------------------------- | --------------------------- | -------------------------- | -------------------------- |
| 深田村       | 深田村              | 深田村                           | 1951年4月1日 併入三原市          | 1951年4月1日 併入三原市         | 1951年4月1日 併入三原市     | 2005年3月22日 合併為三原市 | 2005年3月22日 合併為三原市 |
| 深田村       | 深田村              | 深田村                           | 1951年4月1日 併入尾道市          | 尾道市                          | 尾道市                      | 尾道市                     | 尾道市                     |
| 尾道町       | 1898年4月1日 尾道市 | 1898年4月1日 尾道市              | 尾道市                           | 尾道市                          | 尾道市                      | 尾道市                     | 尾道市                     |
| 栗原村       | 1923年3月1日 栗原町 | 1937年4月1日 併入尾道市          | 尾道市                           | 尾道市                          | 尾道市                      | 尾道市                     | 尾道市                     |
| 吉和村       |                     | 1937年4月1日 併入尾道市          | 尾道市                           | 尾道市                          | 尾道市                      | 尾道市                     | 尾道市                     |
| 原田村       | 原田村              | 原田村                           | 1954年3月31日 併入尾道市         | 尾道市                          | 尾道市                      | 尾道市                     | 尾道市                     |
| 美之鄉村     |                     |                                  | 1954年3月31日 併入尾道市         | 尾道市                          | 尾道市                      | 尾道市                     | 尾道市                     |
| 木之庄村     | 木之庄村            | 木之庄村                         | 1954年3月31日 併入尾道市         | 尾道市                          | 尾道市                      | 尾道市                     | 尾道市                     |
| 木之庄村     | 木之庄村            | 1950年4月1日 併入市村            | 市村                             | 1955年2月1日 合併為御調町       | 1955年2月1日 合併為御調町   | 2005年3月28日 併入尾道市   | 尾道市                     |
| 市村         |                     |                                  | 市村                             | 1955年2月1日 合併為御調町       | 1955年2月1日 合併為御調町   | 2005年3月28日 併入尾道市   | 尾道市                     |
| 今津野村     |                     |                                  |                                  | 1955年2月1日 合併為御調町       | 1955年2月1日 合併為御調町   | 2005年3月28日 併入尾道市   | 尾道市                     |
| 奧村         |                     |                                  |                                  | 1955年2月1日 合併為御調町       | 1955年2月1日 合併為御調町   | 2005年3月28日 併入尾道市   | 尾道市                     |
| 上川邊村     |                     |                                  |                                  | 1955年2月1日 合併為御調町       | 1955年2月1日 合併為御調町   | 2005年3月28日 併入尾道市   | 尾道市                     |
| 河內村       |                     |                                  |                                  | 1955年2月1日 合併為御調町       | 1955年2月1日 合併為御調町   | 2005年3月28日 併入尾道市   | 尾道市                     |
| 菅野村       |                     |                                  |                                  | 1955年2月1日 合併為御調町       | 1955年2月1日 合併為御調町   | 2005年3月28日 併入尾道市   | 尾道市                     |
| 向島東村     | 向島東村            | 向島東村                         | 1954年4月1日 改名並改制為向東町  | 1954年4月1日 改名並改制為向東町 | 1970年4月1日 併入尾道市     | 1970年4月1日 併入尾道市    | 尾道市                     |
| 立花村       | 立花村              | 立花村                           | 立花村                           | 1955年4月1日 併入向島町         | 向島町                      | 2005年3月28日 併入尾道市   | 尾道市                     |
| 向島西村     | 向島西村            | 1950年10月1日 改名並改制為向島町 | 1950年10月1日 改名並改制為向島町 | 向島町                          | 向島町                      | 2005年3月28日 併入尾道市   | 尾道市                     |
| 岩子島村     | 岩子島村            | 岩子島村                         | 1954年3月31日 併入向島町         | 向島町                          | 向島町                      | 2005年3月28日 併入尾道市   | 尾道市                     |
| 山波村       | 山波村              | 1939年7月1日 併入尾道市          | 1939年7月1日 併入尾道市          | 1939年7月1日 併入尾道市         | 尾道市                      | 尾道市                     | 尾道市                     |
| 高須村       | 高須村              | 高須村                           | 高須村                           | 1955年2月1日 併入尾道市         | 尾道市                      | 尾道市                     | 尾道市                     |
| 西村         |                     |                                  |                                  | 1955年2月1日 併入尾道市         | 尾道市                      | 尾道市                     | 尾道市                     |
| 百島村       | 百島村              | 百島村                           | 百島村                           | 1955年4月1日 併入尾道市         | 尾道市                      | 尾道市                     | 尾道市                     |
| 浦崎村       | 浦崎村              | 浦崎村                           | 浦崎村                           | 1957年1月1日 併入尾道市         | 尾道市                      | 尾道市                     | 尾道市                     |
| 中庄村       | 中庄村              | 中庄村                           | 1953年5月1日 合併為因島市        | 1953年5月1日 合併為因島市       | 1953年5月1日 合併為因島市   | 2006年1月10日 併入尾道市   | 尾道市                     |
| 三浦村       | 三浦村              | 1948年5月3日 併入中庄村          | 1953年5月1日 合併為因島市        | 1953年5月1日 合併為因島市       | 1953年5月1日 合併為因島市   | 2006年1月10日 併入尾道市   | 尾道市                     |
| 三浦村       | 三浦村              | 1948年5月3日 併入三庄村          | 1953年5月1日 合併為因島市        | 1953年5月1日 合併為因島市       | 1953年5月1日 合併為因島市   | 2006年1月10日 併入尾道市   | 尾道市                     |
| 三庄村       | 1921年6月1日 三庄町 | 1921年6月1日 三庄町              | 1953年5月1日 合併為因島市        | 1953年5月1日 合併為因島市       | 1953年5月1日 合併為因島市   | 2006年1月10日 併入尾道市   | 尾道市                     |
| 田熊村       | 田熊村              | 1949年4月1日 田熊町              | 1953年5月1日 合併為因島市        | 1953年5月1日 合併為因島市       | 1953年5月1日 合併為因島市   | 2006年1月10日 併入尾道市   | 尾道市                     |
| 土生村       | 1918年1月1日 土生町 | 1918年1月1日 土生町              | 1953年5月1日 合併為因島市        | 1953年5月1日 合併為因島市       | 1953年5月1日 合併為因島市   | 2006年1月10日 併入尾道市   | 尾道市                     |
| 大濱村       |                     |                                  | 1953年5月1日 合併為因島市        | 1953年5月1日 合併為因島市       | 1953年5月1日 合併為因島市   | 2006年1月10日 併入尾道市   | 尾道市                     |
| 重井村       |                     |                                  | 1953年5月1日 合併為因島市        | 1953年5月1日 合併為因島市       | 1953年5月1日 合併為因島市   | 2006年1月10日 併入尾道市   | 尾道市                     |
| 東生口村     |                     |                                  | 1953年5月1日 合併為因島市        | 1953年5月1日 合併為因島市       | 1953年5月1日 合併為因島市   | 2006年1月10日 併入尾道市   | 尾道市                     |
| 瀨戶田町     | 瀨戶田町            | 1937年4月1日 合併為瀨戶田町      | 1944年4月1日 合併為瀨戶田町      | 1955年4月1日 合併為瀨戶田町     | 1955年4月1日 合併為瀨戶田町 | 2006年1月10日 併入尾道市   | 尾道市                     |
| 西生口村     |                     | 1937年4月1日 合併為瀨戶田町      | 1944年4月1日 合併為瀨戶田町      | 1955年4月1日 合併為瀨戶田町     | 1955年4月1日 合併為瀨戶田町 | 2006年1月10日 併入尾道市   | 尾道市                     |
| 北生口村     |                     |                                  | 1944年4月1日 合併為瀨戶田町      | 1955年4月1日 合併為瀨戶田町     | 1955年4月1日 合併為瀨戶田町 | 2006年1月10日 併入尾道市   | 尾道市                     |
| 高根島村     |                     |                                  | 1944年4月1日 合併為瀨戶田町      | 1955年4月1日 合併為瀨戶田町     | 1955年4月1日 合併為瀨戶田町 | 2006年1月10日 併入尾道市   | 尾道市                     |
| 名荷村       |                     |                                  | 1944年4月1日 合併為瀨戶田町      | 1955年4月1日 合併為瀨戶田町     | 1955年4月1日 合併為瀨戶田町 | 2006年1月10日 併入尾道市   | 尾道市                     |
| 南生口村     |                     |                                  |                                  | 1955年4月1日 合併為瀨戶田町     | 1955年4月1日 合併為瀨戶田町 | 2006年1月10日 併入尾道市   | 尾道市                     |

## 行政

### 歷任首長
| 屆         | 任       | 姓名       | 上任日期       | 卸任日期      | 備註                                                                                            |
| 官派市長   | 官派市長 | 官派市長   | 官派市長       | 官派市長      | 官派市長                                                                                        |
| ---------- | -------- | ---------- | -------------- | ------------- | ----------------------------------------------------------------------------------------------- |
| 1 2        | 1        | 杉山新十郎 | 1898年8月      |               |                                                                                                 |
| 3 4        | 2        | 西村益三   | 1905年10月     |               |                                                                                                 |
| 5          | 3        | 向田幸藏   | 1916年7月      |               |                                                                                                 |
| 6 7        | 4        | 向井團次   | 1919年8月      |               |                                                                                                 |
| 8          | 5        | 松田協輔   | 1927年6月      |               |                                                                                                 |
| 9 10       | 6        | 奧山源三郎 | 1932年3月      |               |                                                                                                 |
| 11         | 7        | 齋藤勧治   | 1937年1月      |               |                                                                                                 |
| 12         | 8        | 土屋寛     | 1940年3月      |               |                                                                                                 |
| 13         | 9        | 中山幾太郎 | 1942年5月      |               |                                                                                                 |
| 14         | 10       | 橋本龍一   | 1942年9月      |               |                                                                                                 |
| 15         | 11       | 田坂寧邦   | 1945年6月      |               |                                                                                                 |
| 16         | 12       | 石原善三郎 | 1945年12月24日 |               |                                                                                                 |
| 民選市長   |          |            |                |               |                                                                                                 |
| 17         | 12       | 石原善三郎 | 1947年4月      | 1951年4月     | 原官派市長                                                                                      |
| 18         | 13       | 天野彥三   | 1951年4月      | 1955年4月     |                                                                                                 |
| 19         | 13       | 天野彥三   | 1955年4月      | 1959年4月     |                                                                                                 |
| 20         | 14       | 青山俊三   | 1959年5月      | 1963年4月     |                                                                                                 |
| 21         | 15       | 松谷勝     | 1963年4月27日  | 1967年4月26日 |                                                                                                 |
| 22         | 15       | 松谷勝     | 1967年4月27日  | 1971年4月26日 |                                                                                                 |
| 23         | 12       | 石原善三郎 | 1971年4月27日  | 1975年4月26日 | 相隔二十年再次當選。                                                                            |
| 24         | 16       | 佐藤勲     | 1975年4月27日  | 1979年4月26日 | 於1979年2月因涉嫌收賄遭到逮捕，但仍於任期結束後才卸任；卸任後隔年於自宅遭到殺害，至今仍未破案。 |
| 25         | 17       | 博田東平   | 1979年4月27日  | 1983年4月26日 |                                                                                                 |
| 26         | 17       | 博田東平   | 1983年4月27日  | 1987年4月26日 |                                                                                                 |
| 27         | 17       | 博田東平   | 1987年4月27日  | 1991年4月26日 |                                                                                                 |
| 28         | 17       | 博田東平   | 1991年4月27日  | 1995年4月26日 |                                                                                                 |
| 29         | 18       | 龜田良一   | 1995年4月27日  | 1999年4月26日 |                                                                                                 |
| 30         | 18       | 龜田良一   | 1999年4月27日  | 2003年4月26日 |                                                                                                 |
| 31         | 18       | 龜田良一   | 2003年4月27日  | 2007年4月26日 |                                                                                                 |
| 32         | 19       | 平谷祐宏   | 2007年4月27日  | 2011年4月26日 |                                                                                                 |
| 33         | 19       | 平谷祐宏   | 2011年4月27日  | 2015年4月26日 |                                                                                                 |
| 34         | 19       | 平谷祐宏   | 2015年4月27日  | 2019年4月26日 |                                                                                                 |
| 35         | 19       | 平谷祐宏   | 2019年4月27日  | 2023年4月     |                                                                                                 |
| 36         | 19       | 平谷祐宏   | 2023年4月27日  | 現任          |                                                                                                 |
| 參考資料： |          |            |                |               |                                                                                                 |

## 交通

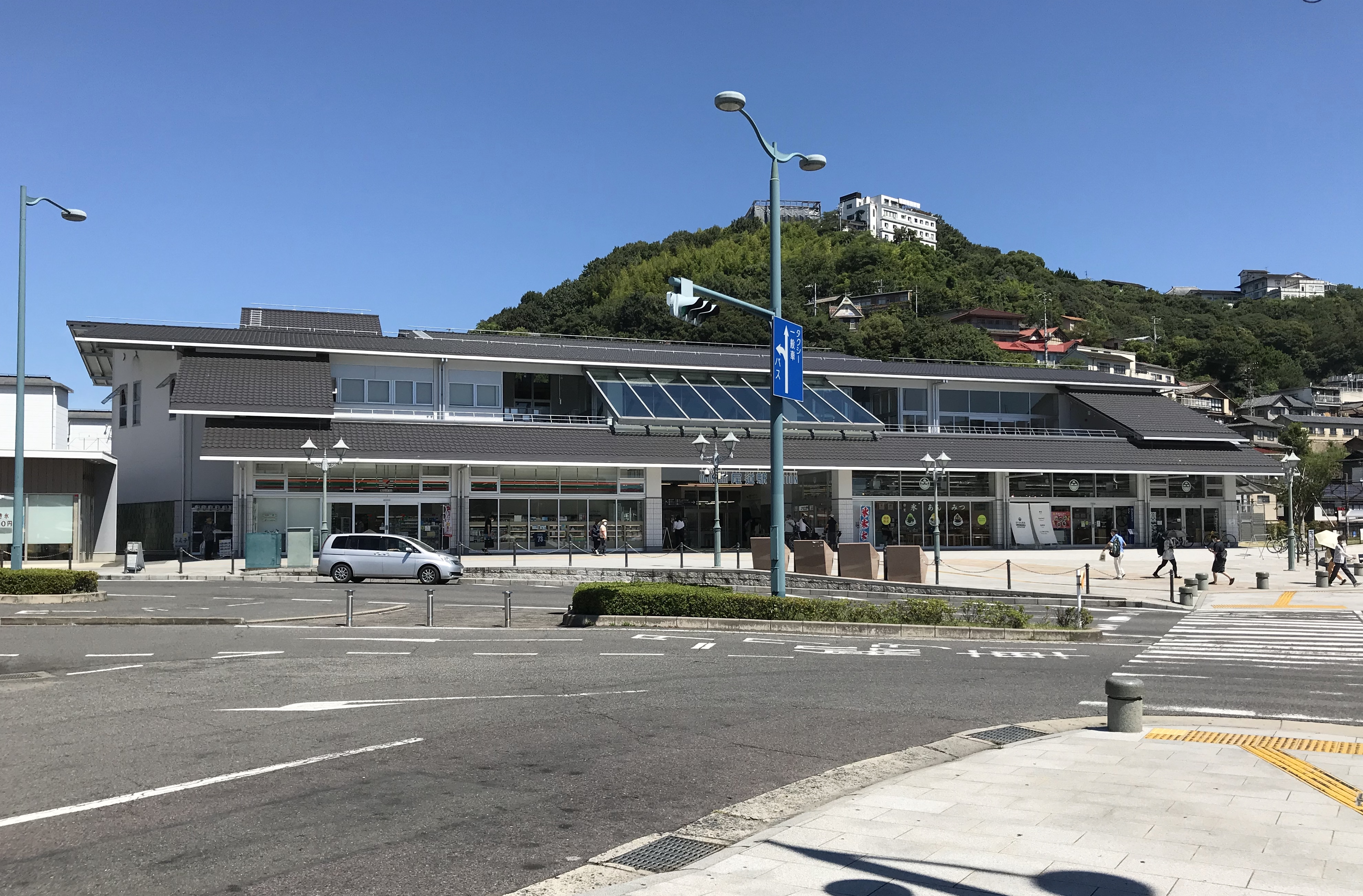
尾道車站

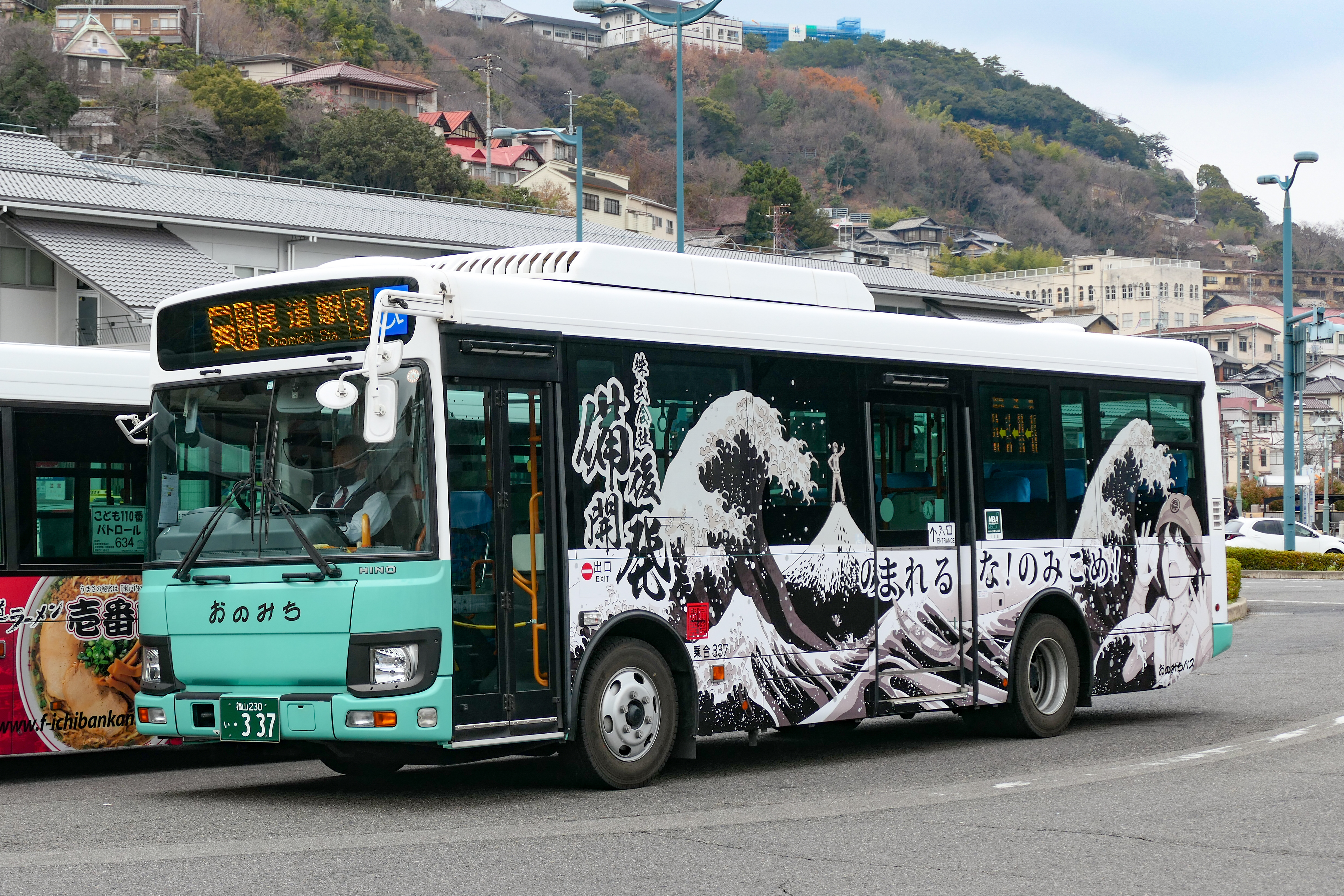
停靠在尾道車站前的尾道巴士車輛

西日本旅客鐵道山陽新幹線和山陽本線大致以東西向穿過尾道市轄區，山陽本線大致沿著海岸線通過，並穿過主要市區，在市區中的尾道車站也是尾道最主要的對外車站；山陽新幹線則是在市區的北側區域通過，並設有新尾道車站。尾道車站與新尾道車站相距近三公里，在兩車站間有固定營運的客運路線，約可在二十分鐘內抵達。但由於新尾道車站是由尾道市與鄰近的行政區劃共同籌措資金、自行負擔建設費用而設置的請願車站，而東西兩側相鄰的福山市與三原市也分別設有新幹線車站，因此在營運上為避免列車太頻繁地停靠車站，實際上在新尾道車站停靠的班次並不多。
過去在1925年至1957年期間，在市區內還曾經有由尾道鐵道所經營的鐵路路線，可以直接由尾道車站往北至現在尾道市北部的御調町地區，不過最終因經營困難而停駛。
高速公路山陽自動車道以東西向自轄區中部通過，除可往東往西連接整個山陽地區，也可利用尾道系統交流道往北經中國橫斷自動車道尾道松江線接往山陰地區；而南部位於瀨戶內海上的向島、因島、生口島、岩子島、高根島則可透過尾道大橋、向島大橋、高根大橋以及屬於西瀨戶自動車道的新尾道大橋、因島大橋、生口橋與本州相連，繼續往南也有多多羅大橋可連接至屬於愛媛縣今治市的大三島相接，並一路往南駛至四國。
客運路線方面，轄內區域的路線主要由尾道巴士、本四巴士開發、因之島巴士所經營，中國巴士與鞆鐵道則經由有往返尾道與東側福山市之間的路線，其中中國巴士也有經營至廣島市、四國，甚至是東京的長途路線。
除了公路客運外，瀨戶內海的島嶼之間也可以透過站前渡船、備後商船、歌戶運航、瀨戶內巡航、瀨戶田運航、藝予汽船、土生商船、三光汽船等多家航運公司所經營的渡輪航線相互或與尾道港、三原港、今治港往返。

### 鐵路
- 西日本旅客鐵道
  - 山陽本線：（←福山市） - 東尾道車站 - 尾道車站 - （三原市→）
  - 山陽新幹線：（←福山市） - 新尾道車站 - （三原市→）

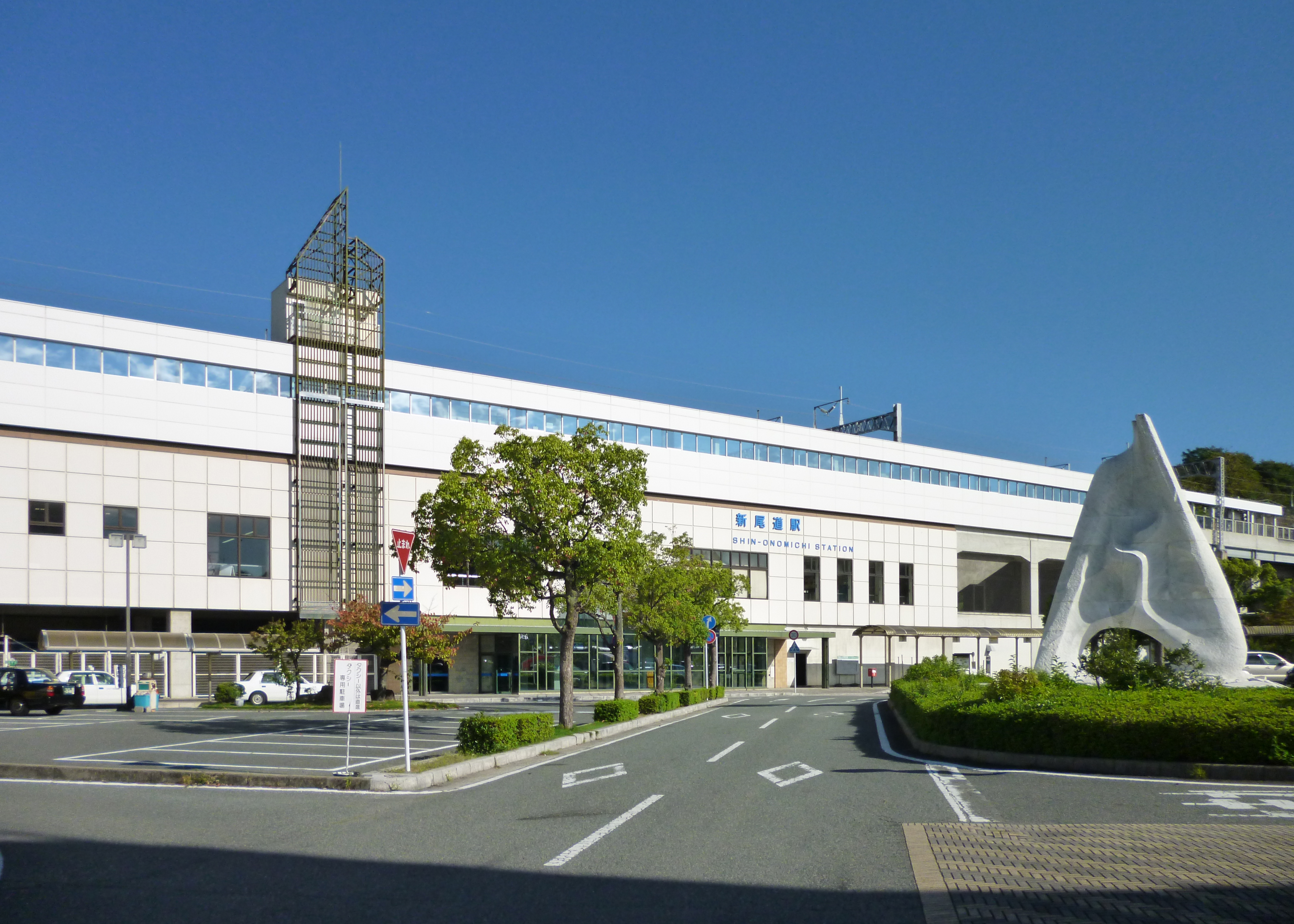
新尾道車站
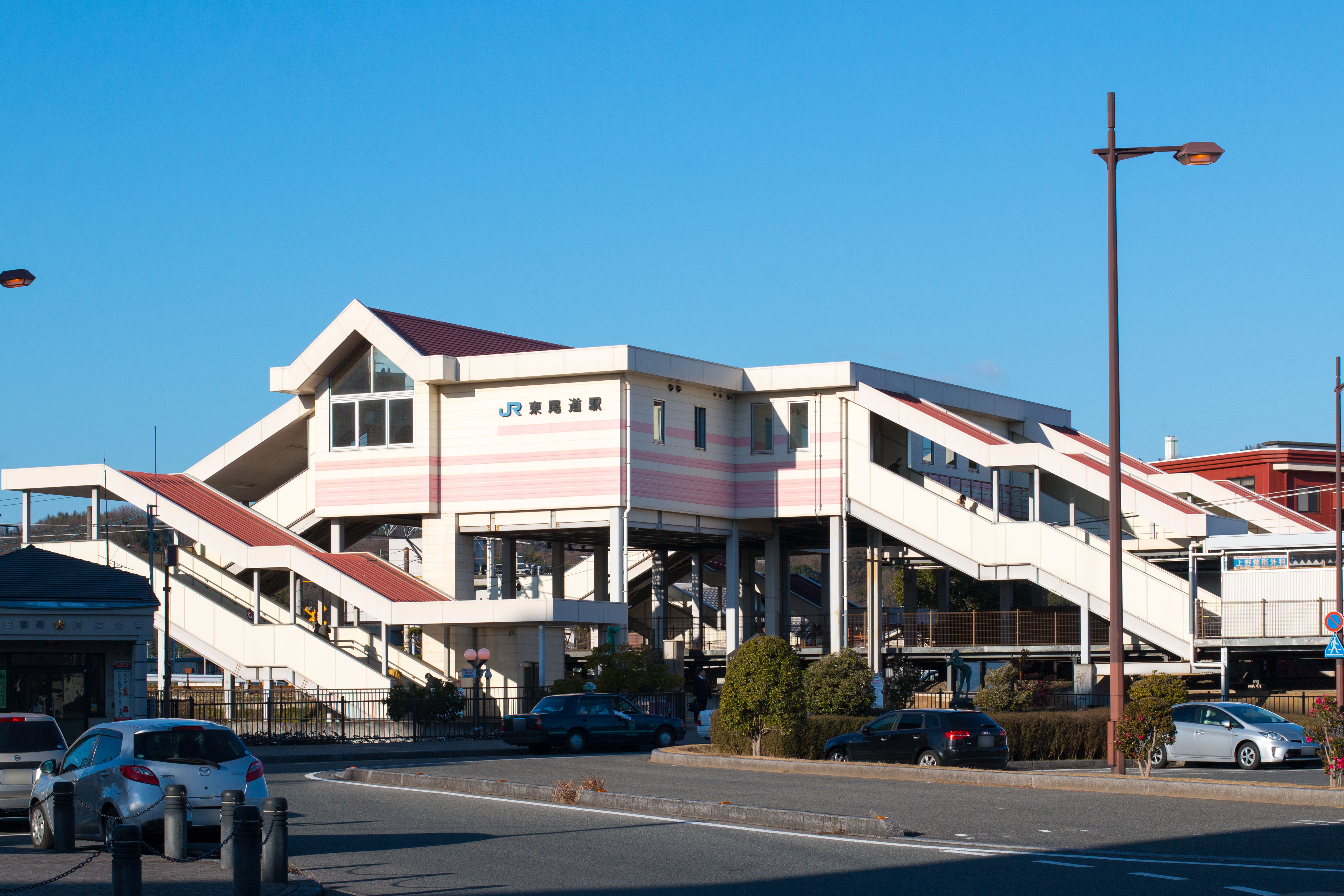
東尾道車站

### 道路
高速道路
- 山陽自動車道：（福山市） - 尾道系統交流道（日语：尾道ジャンクション） - 尾道交流道（日语：尾道インターチェンジ） - （三原市）
- 尾道自動車道：尾道系統交流道 - 尾道北交流道 - （世羅町）
- 尾道福山自動車道（日语：尾道福山自動車道）：（福山市） - 西瀨戶尾道交流道
- 西瀨戶自動車道（瀨戶內島波海道）：西瀨戶尾道交流道（日语：西瀬戸尾道インターチェンジ） - 尾道大橋出入口 - 向島交流道（日语：向島インターチェンジ） - 大濱休息區（日语：大浜パーキングエリア） - 因島北交流道（日语：因島北インターチェンジ） - 因島南交流道（日语：因島南インターチェンジ） - 生口島北交流道（日语：生口島北インターチェンジ） - 生口島南交流道（日语：生口島南インターチェンジ） - 瀨戶田休息區（日语：瀬戸田パーキングエリア） - （今治市）

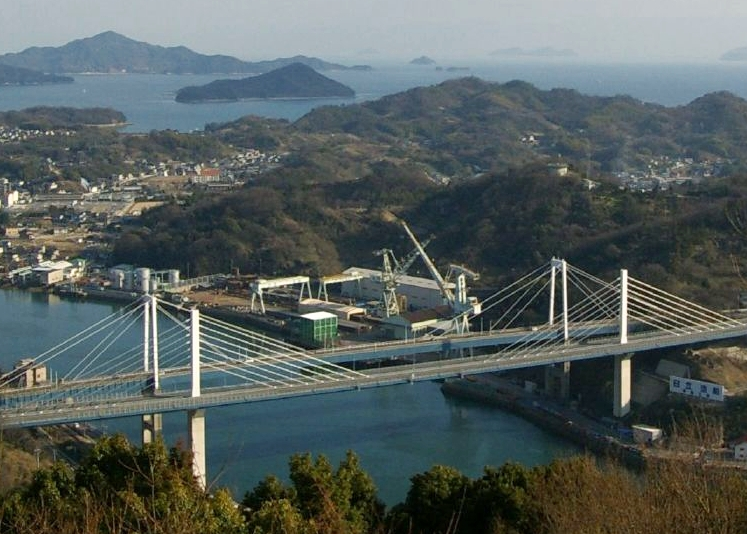
尾道大橋及新尾道大橋
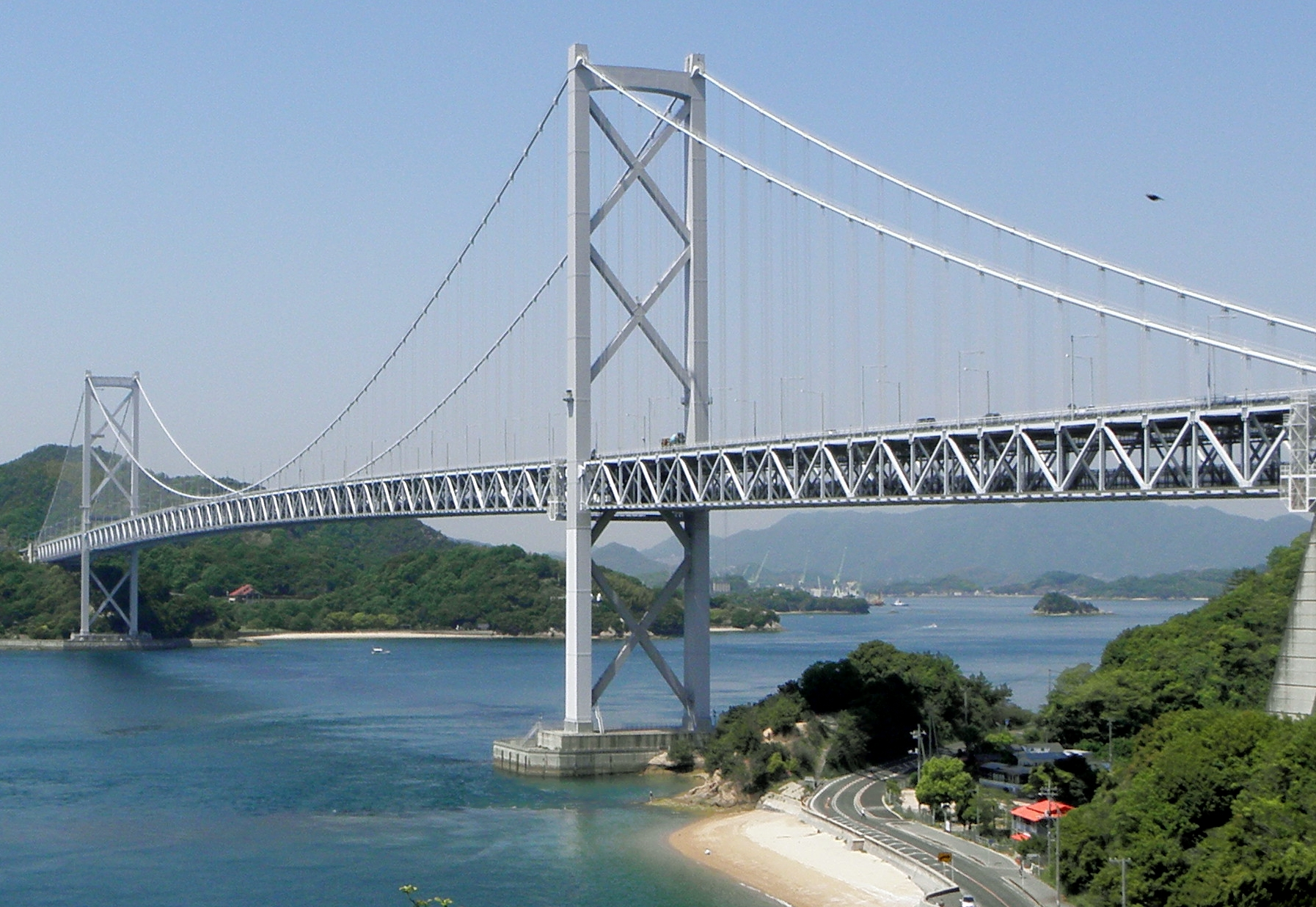
從向島看到的因島大橋和因島
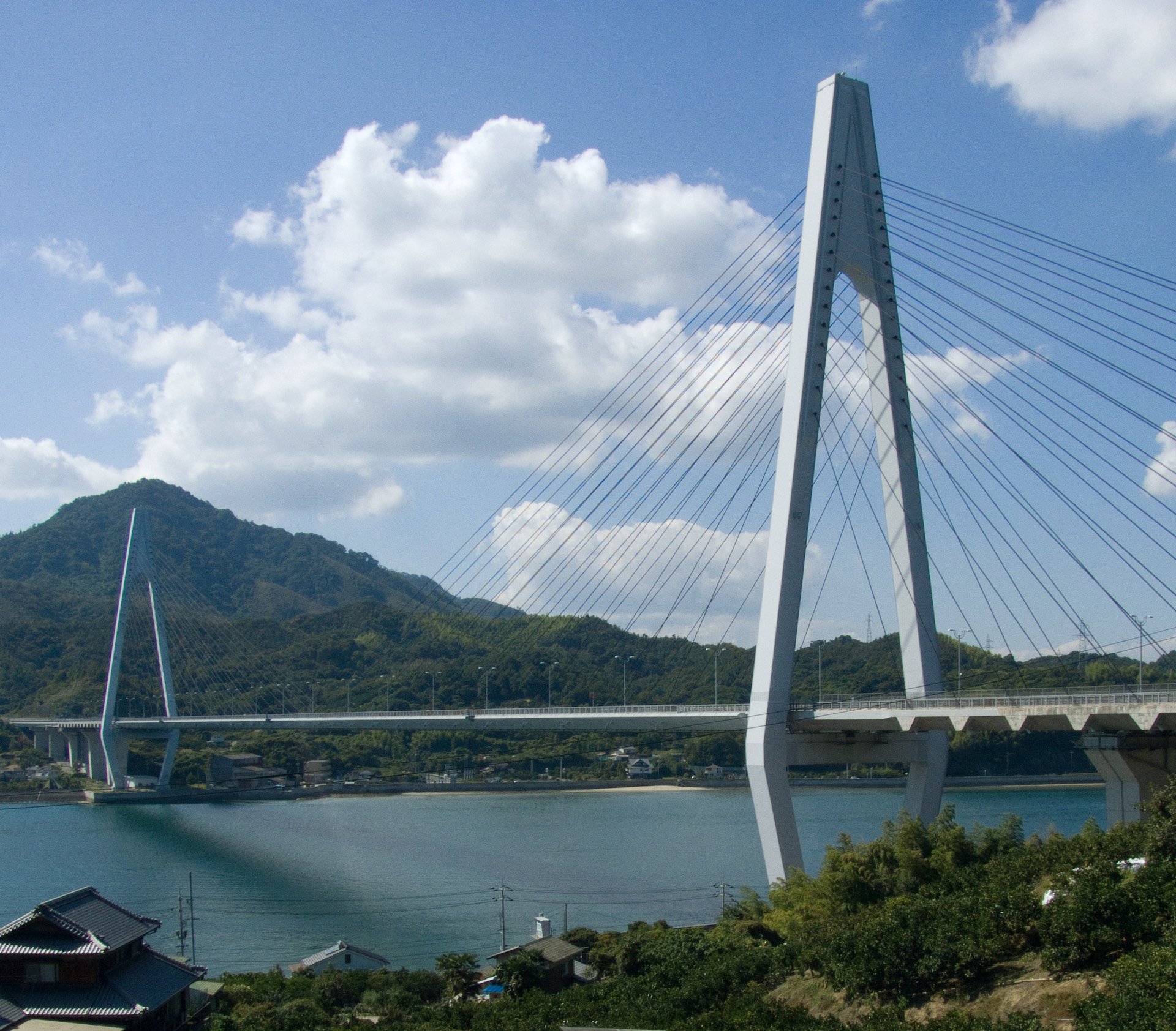
從因島看到的生口橋及生口島
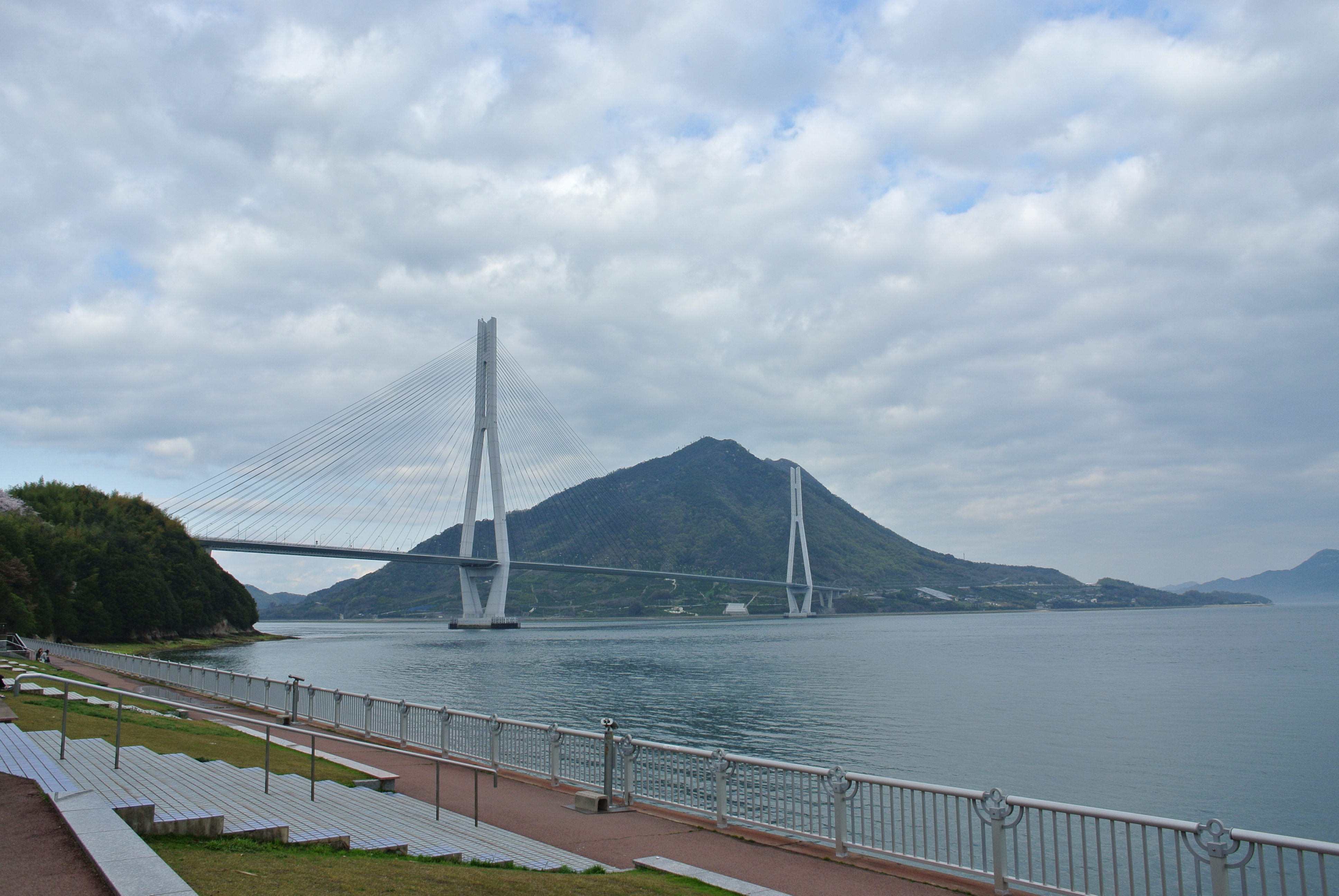
從大三島看到的多多羅大橋及生口島
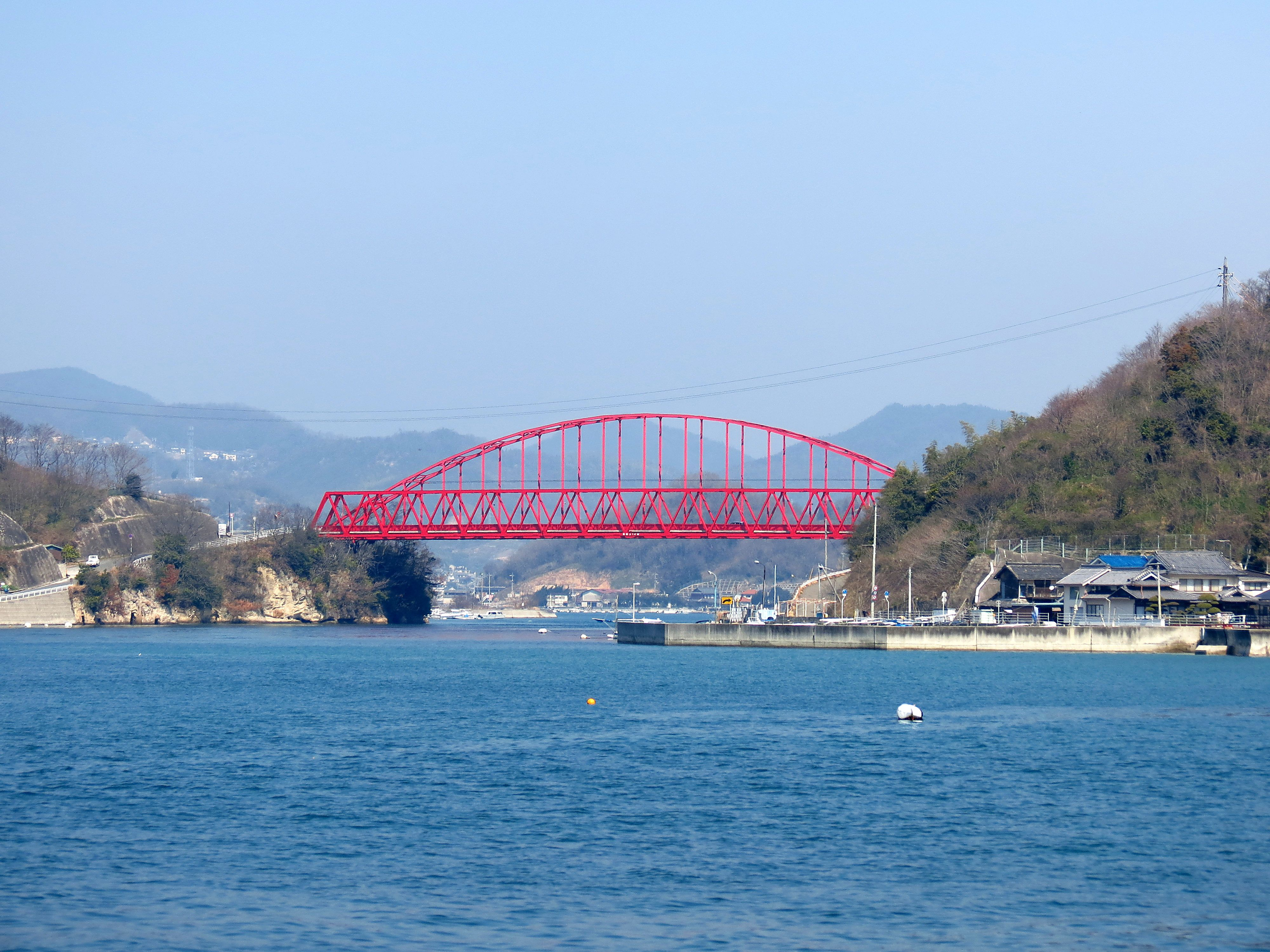
連接向島和岩子島的向島大橋
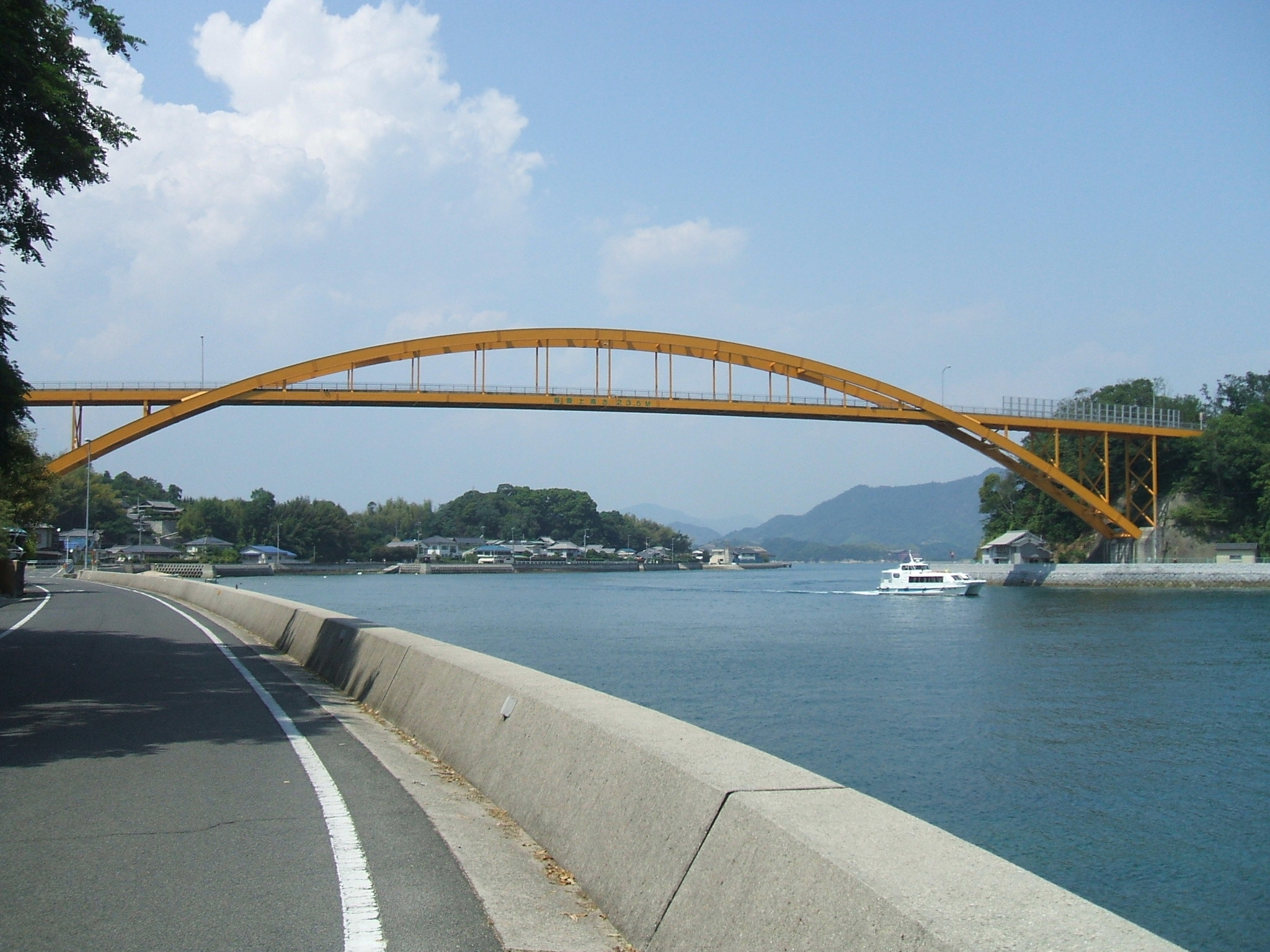
連接生口島和高根島的高根大橋

## 觀光資源

在千光寺公園看到的尾道市區、尾道水道及對岸的向島

位於千光寺山山腰的千光寺公園是尾道的代表性景點，在公園內還有尾道市立美術館、文學之路、貓之細道等具有尾道本地特色的設施，公園本身除了被選入日本櫻名所100選，在春天時可賞櫻，秋天時則會舉辦「尾道燈會」；在園內高處更是可以俯瞰整個尾道市市區、以及緊接在市區前方的尾道水道、位於水道對岸的向島，在關於尾道市的旅遊指南中就經常使用此一景色。有時還會再搭配在千光寺公園旁的千光寺建築或奇特岩石景觀，或是千光寺山纜車從此景中穿過畫面。

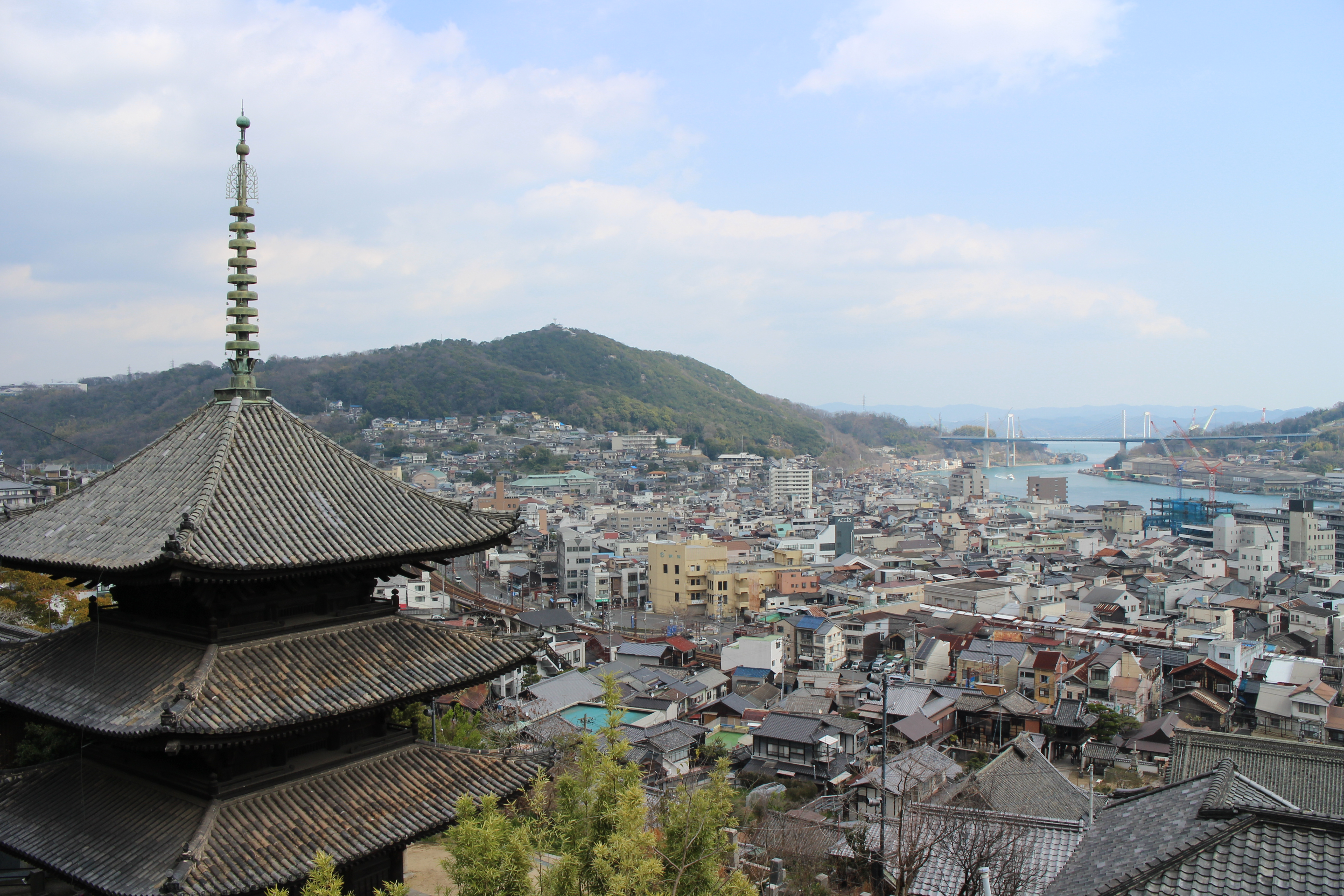
千光寺公園看到的天寧寺三重塔及尾道市區景色
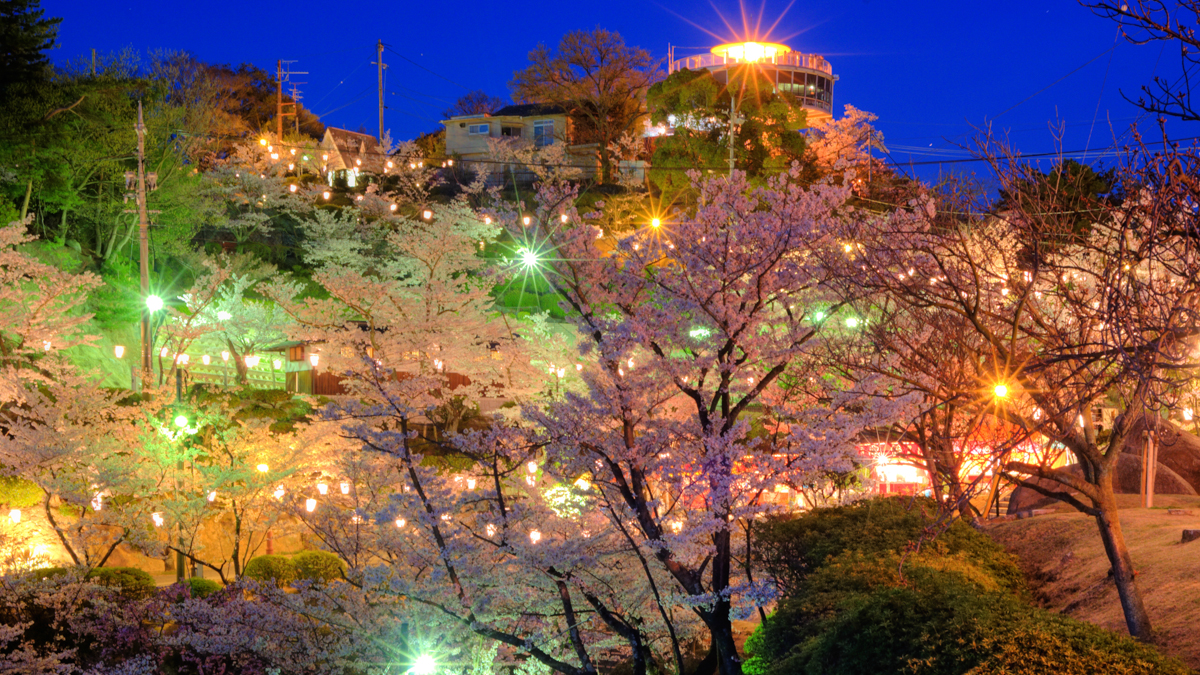
千光寺公園的櫻花夜景
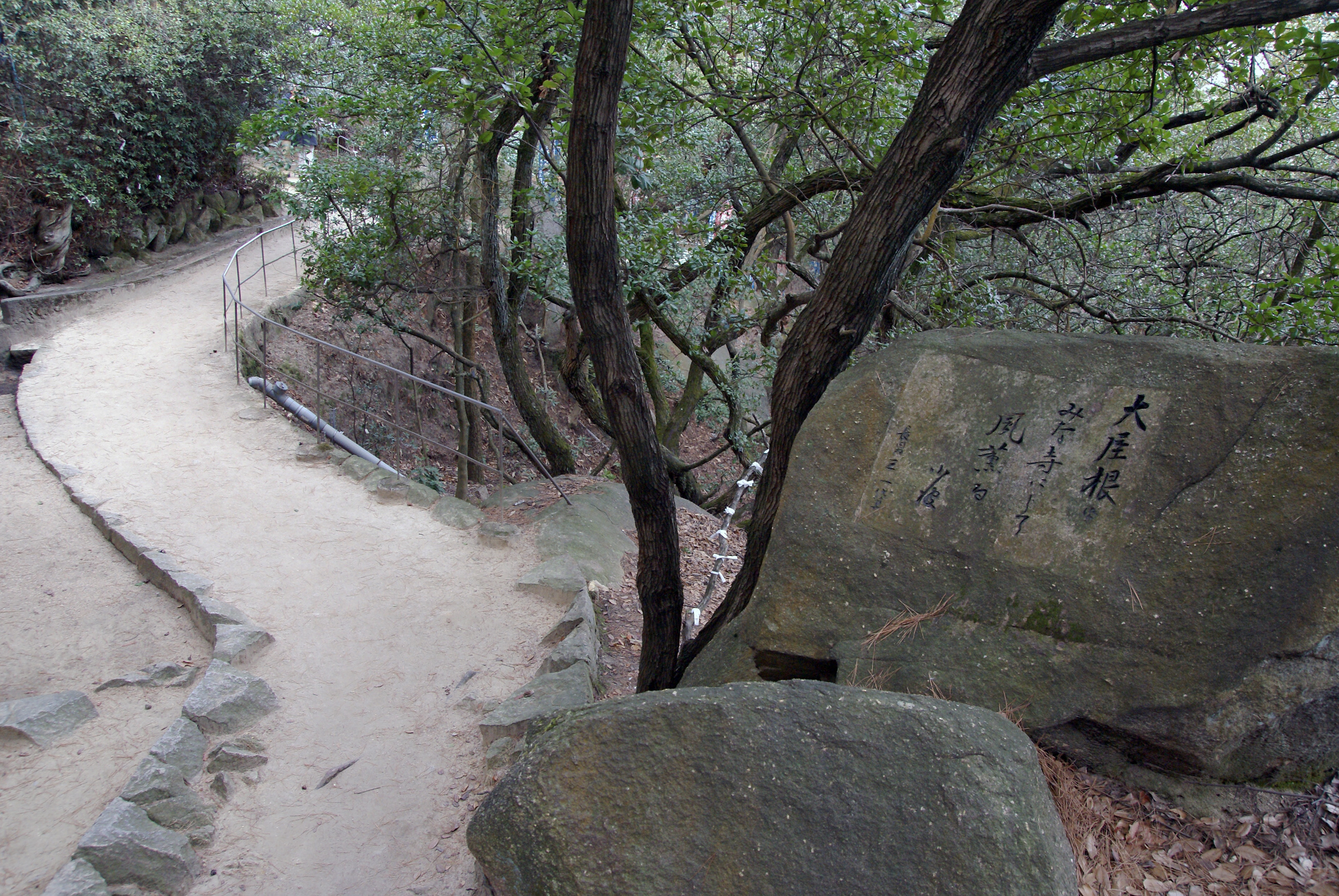
文學之路
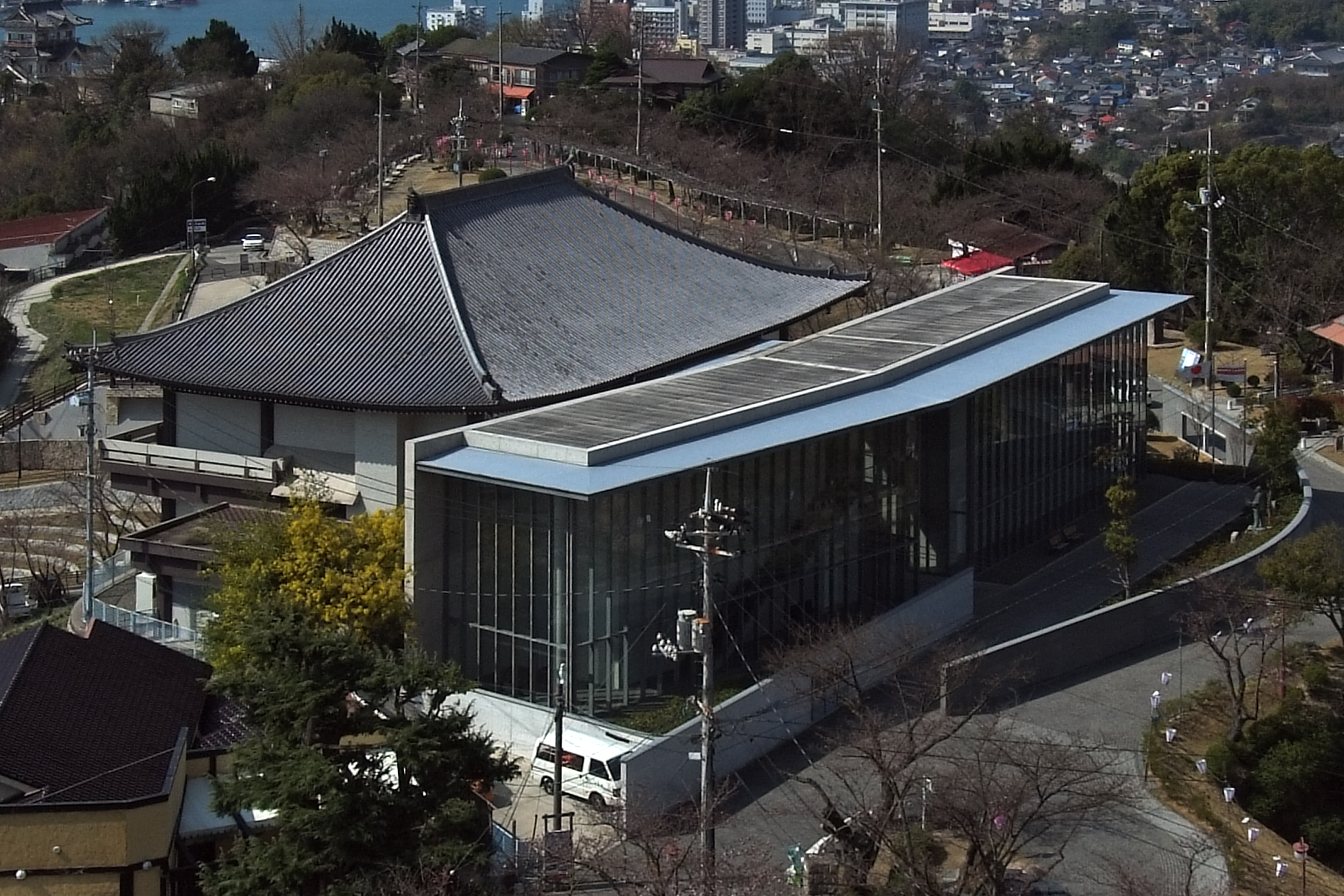
尾道市立美術館
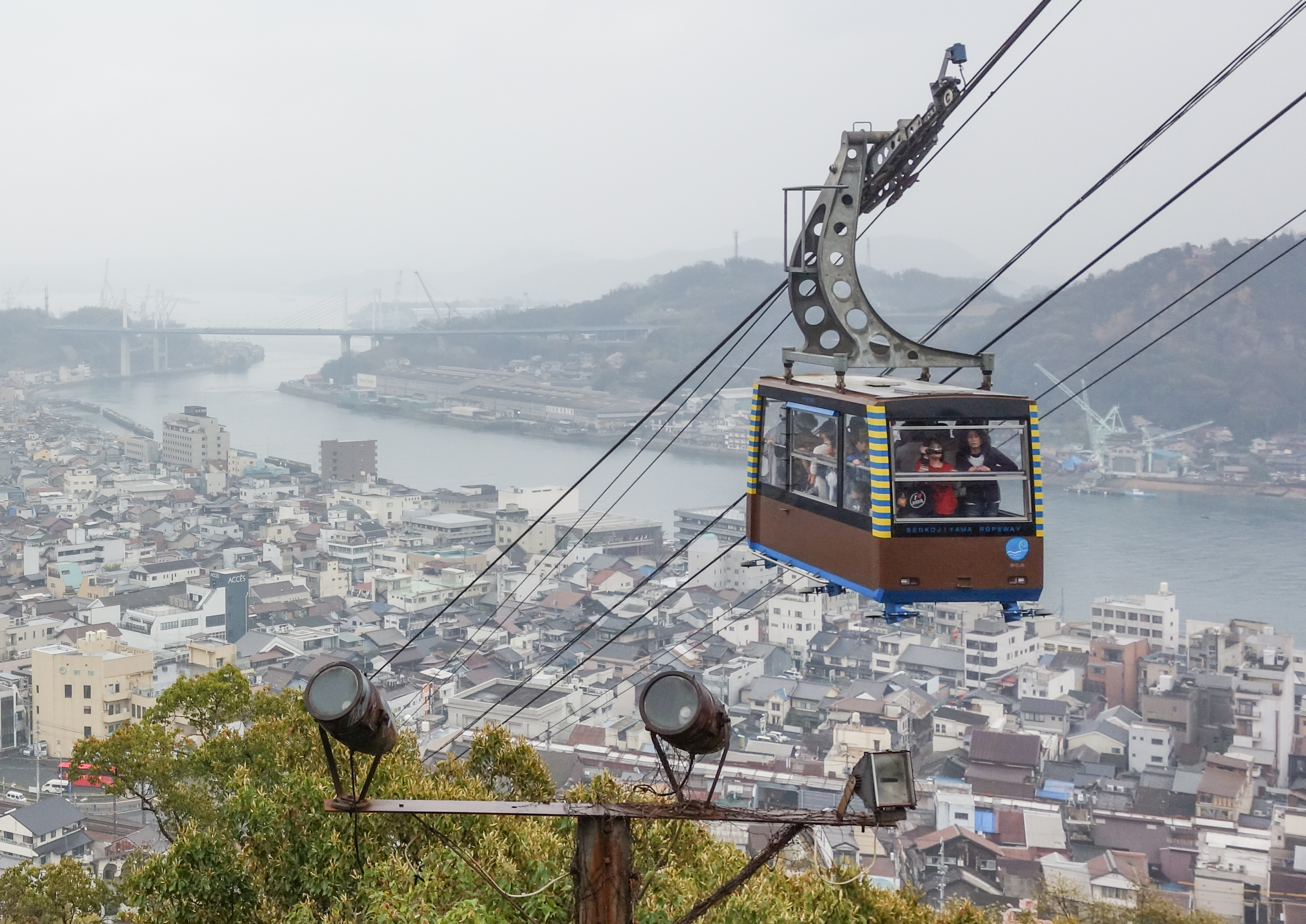
行駛中的千光寺山纜車及尾道市區景色

尾道車站也是可跨越瀨戶內海，連結本州和四國的「島波海道自行車路線」的起點，其沿路經過的向島、因島、生口島以及將其串接起來的新尾道大橋、因島大橋、生口橋、多多羅大橋都是以風光明媚的景觀而著名。

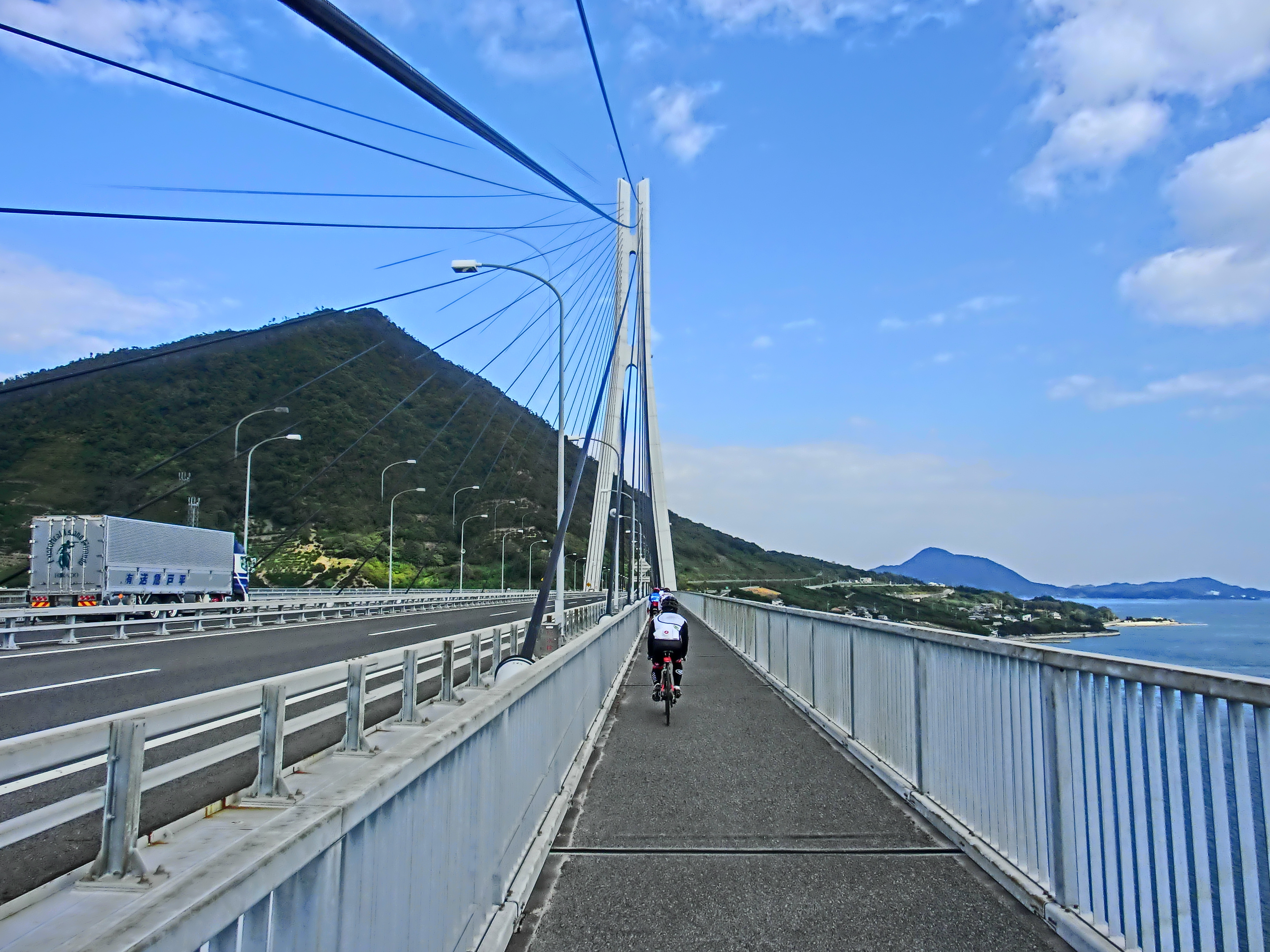
連結生口島和大三島的多多羅大橋上的自行車道
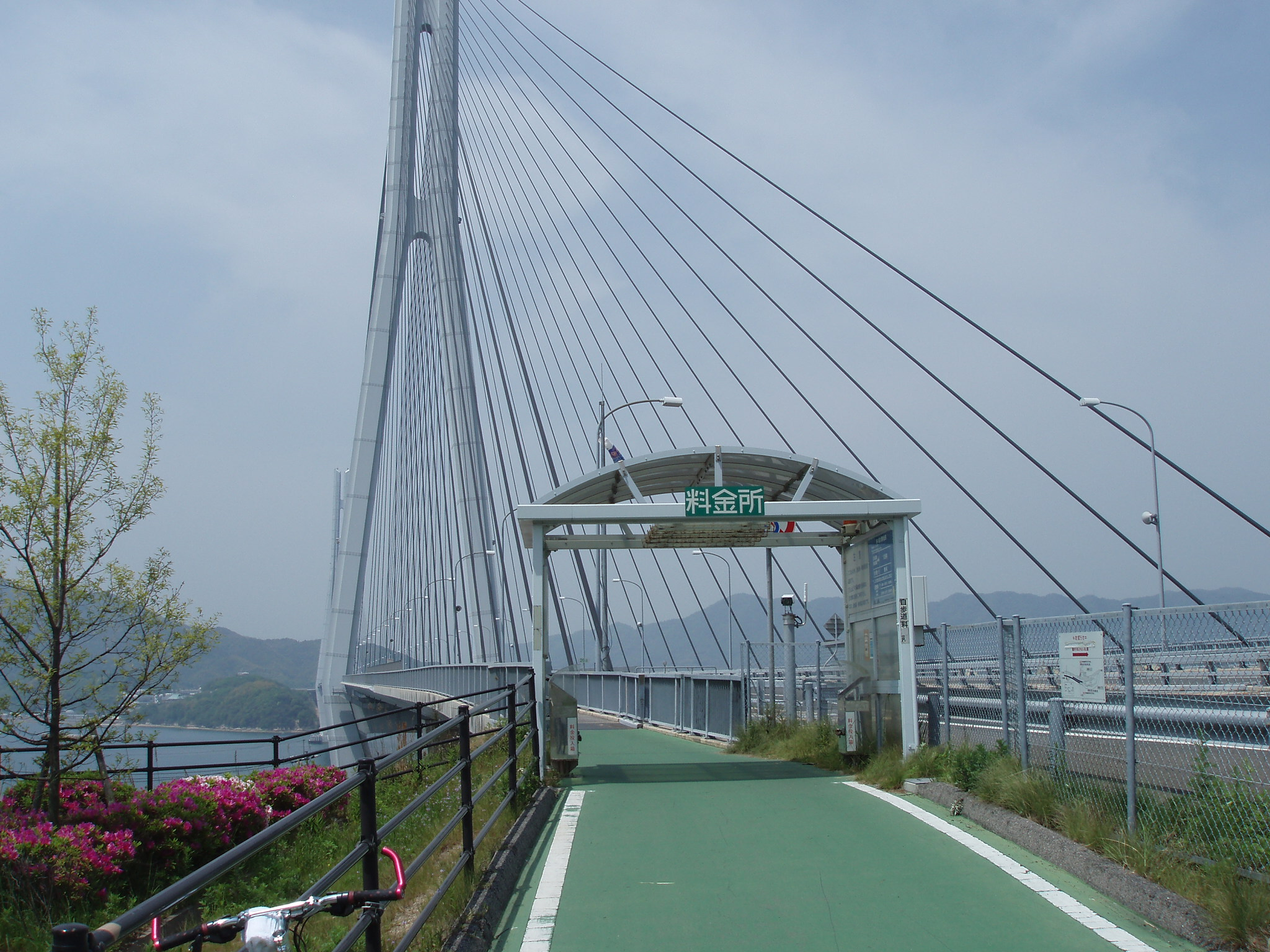
進入多多羅大橋的自行車道收費站

因島過去在14世紀至16世紀期間時曾是村上水軍的據點之一，因此在此設有以村上水軍資料為主題的博物館－因島水軍城，此處也和其他與村上水軍相關的地點、特色料理或活動，如金蓮寺、向上寺、光明寺、淨土寺、水軍鍋、因島水軍祭，一同以《「日本最大的海盜」根據地：藝予群島　-喚醒村上海盜的記憶-》之名，在2016年被文化廳列入日本遺產。

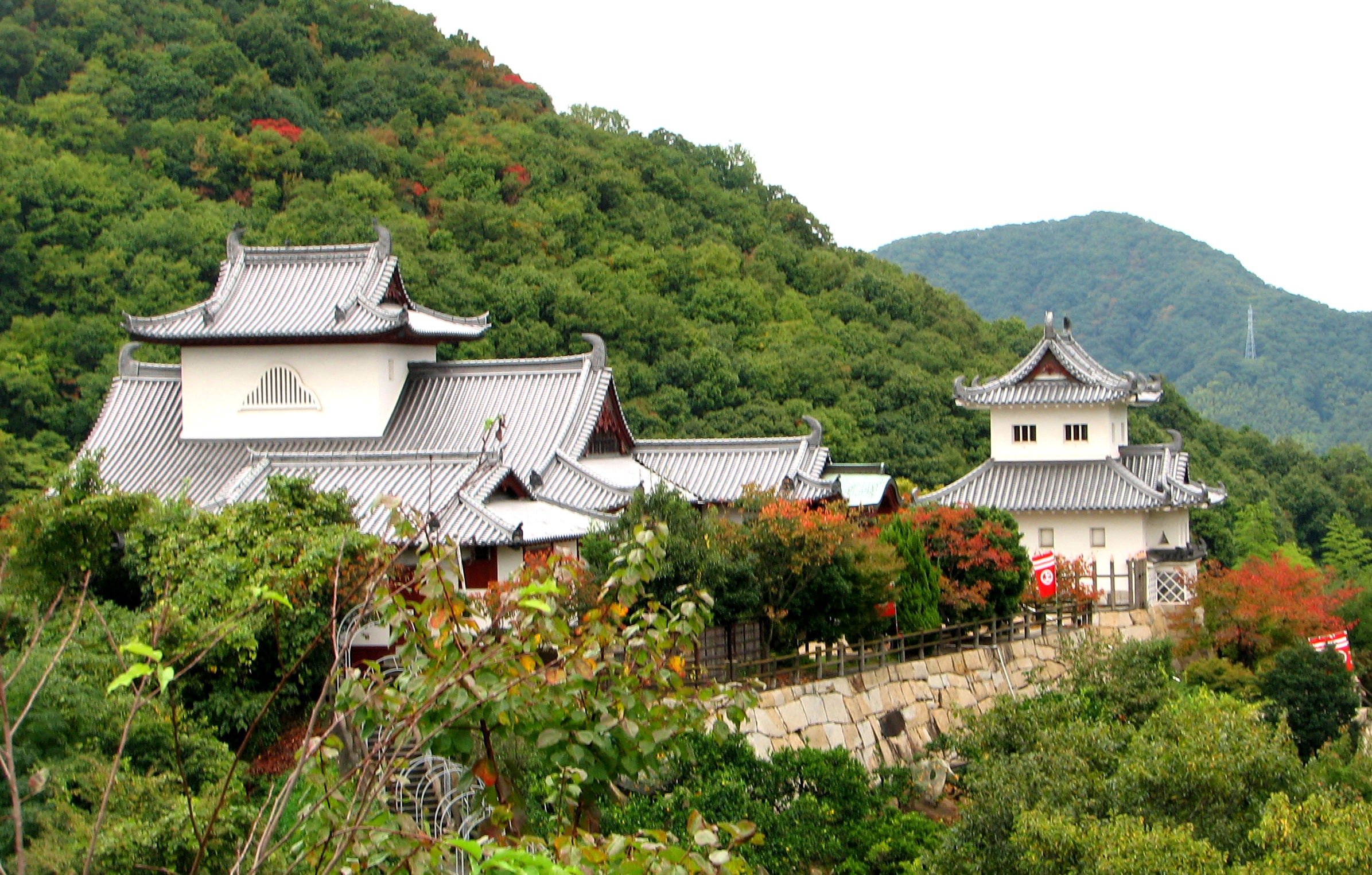
因島水軍城的仿日式城堡建築
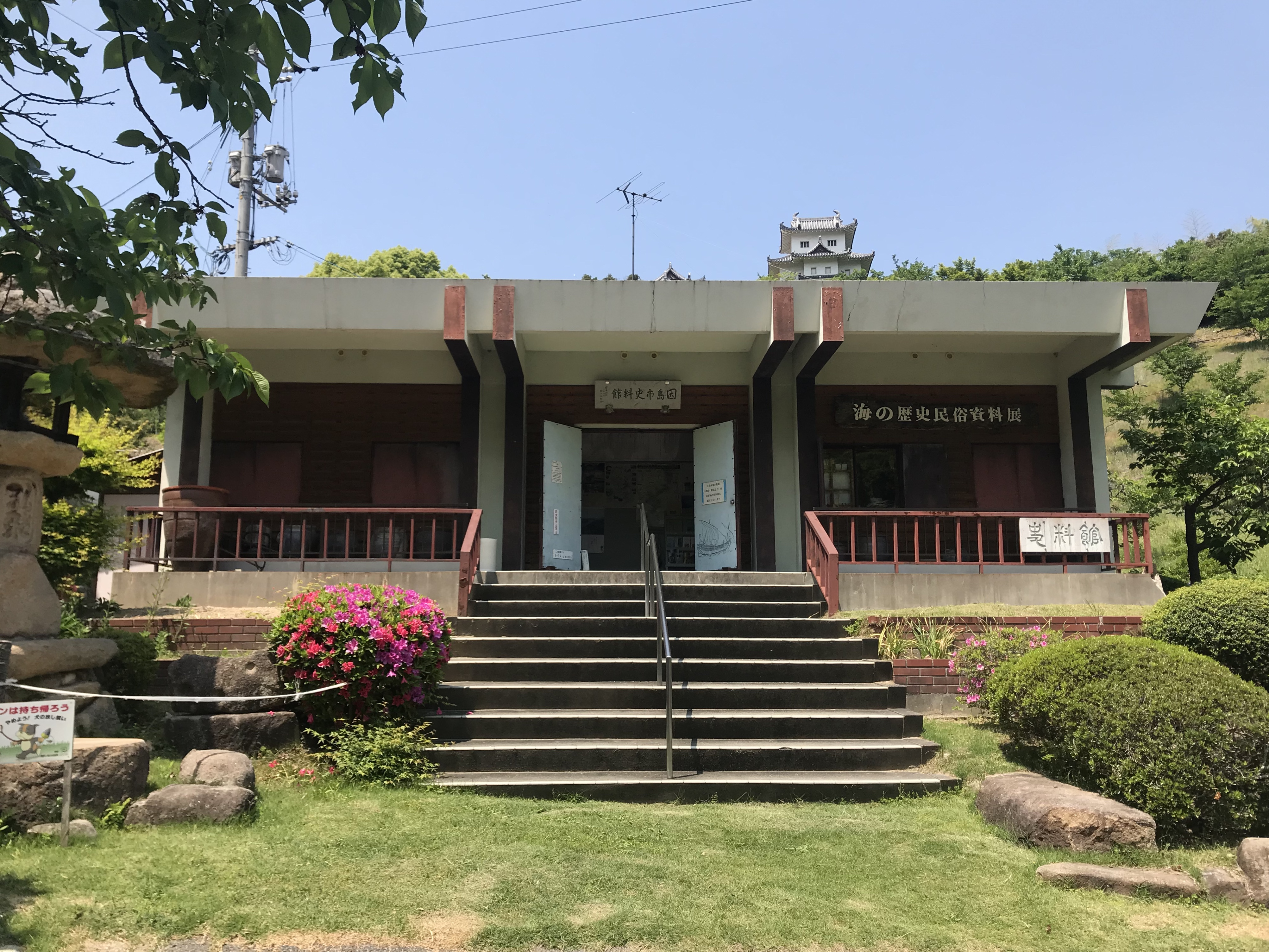
尾道市因島史料館
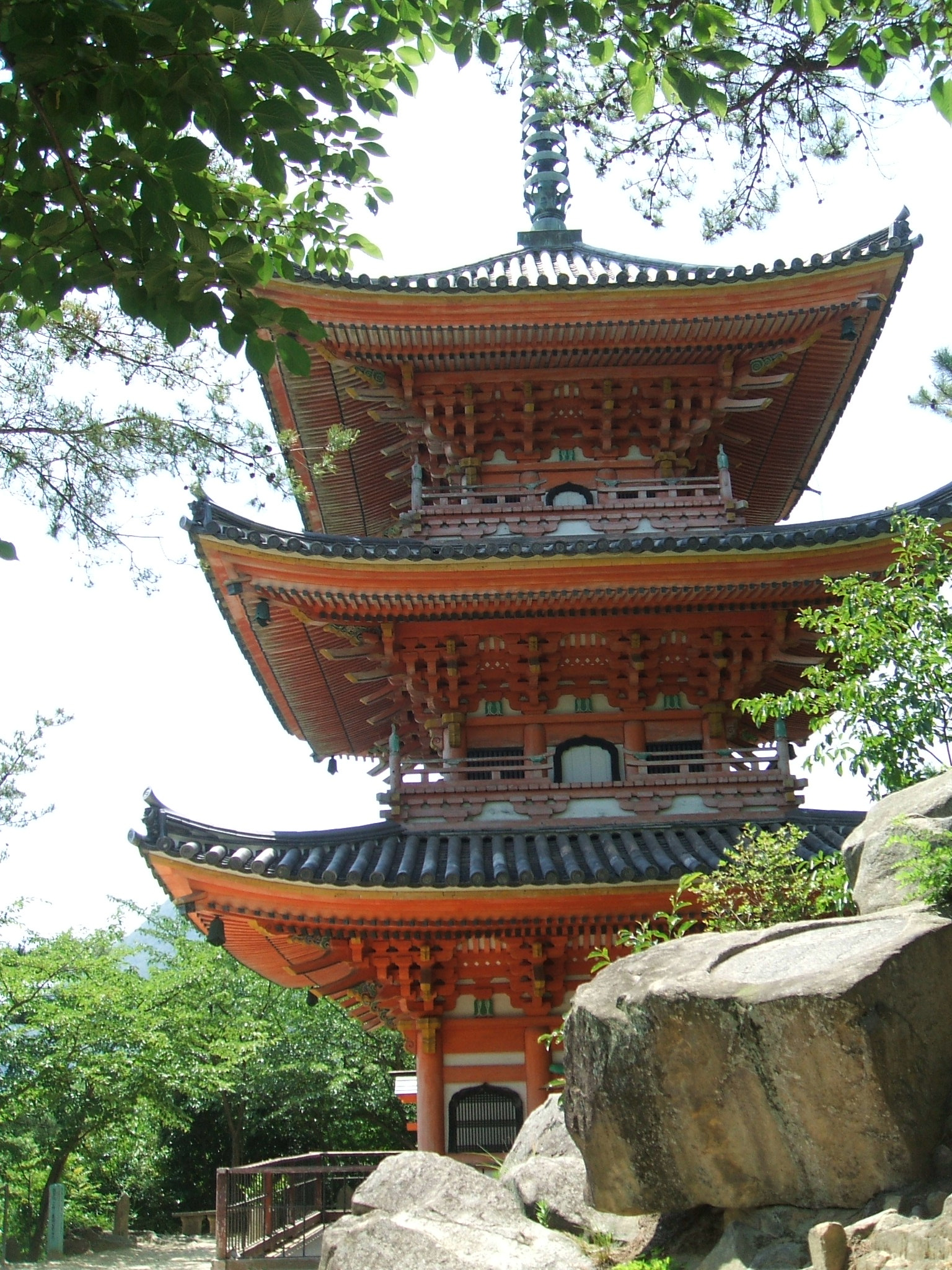
向上寺的三重塔
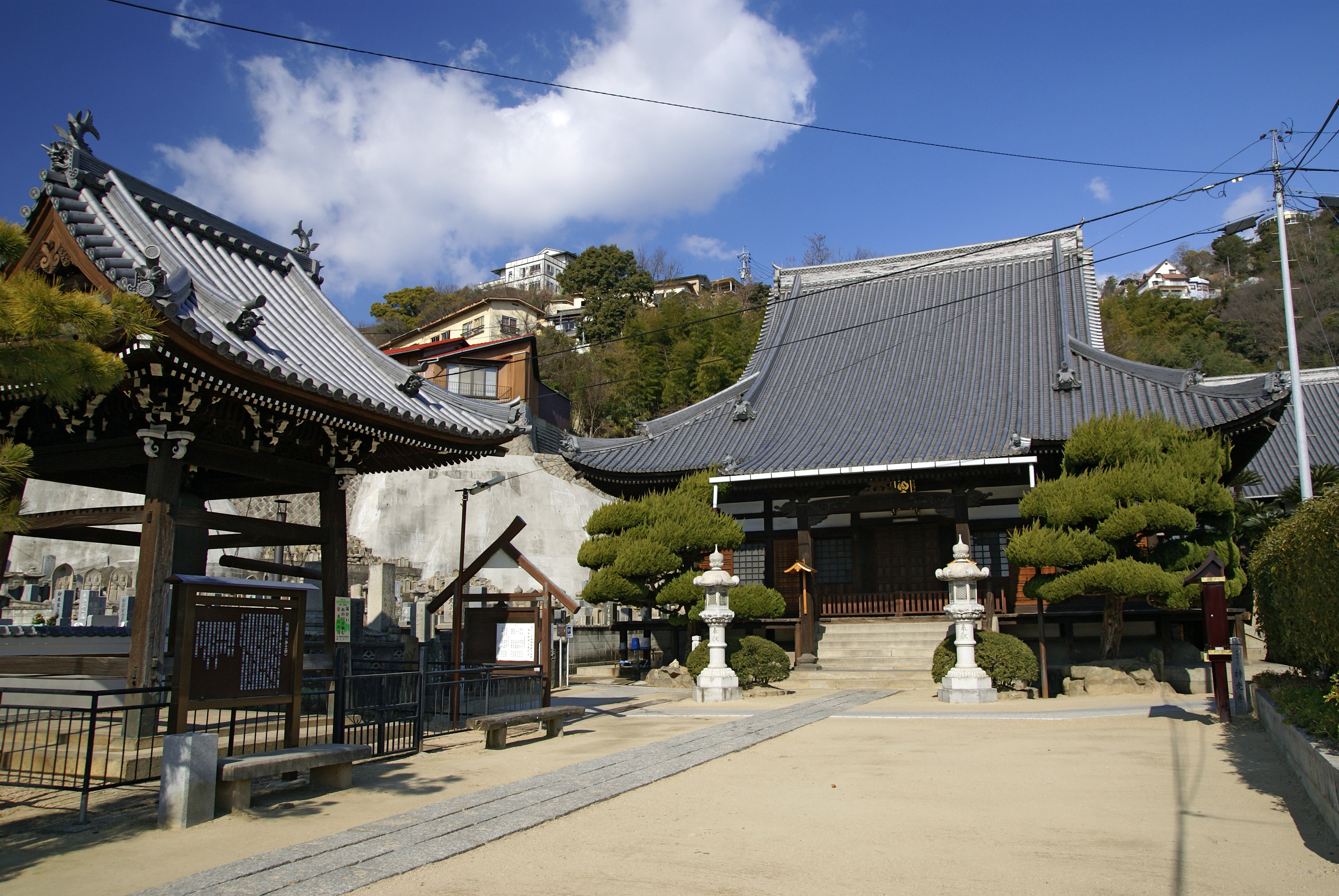
光明寺本堂
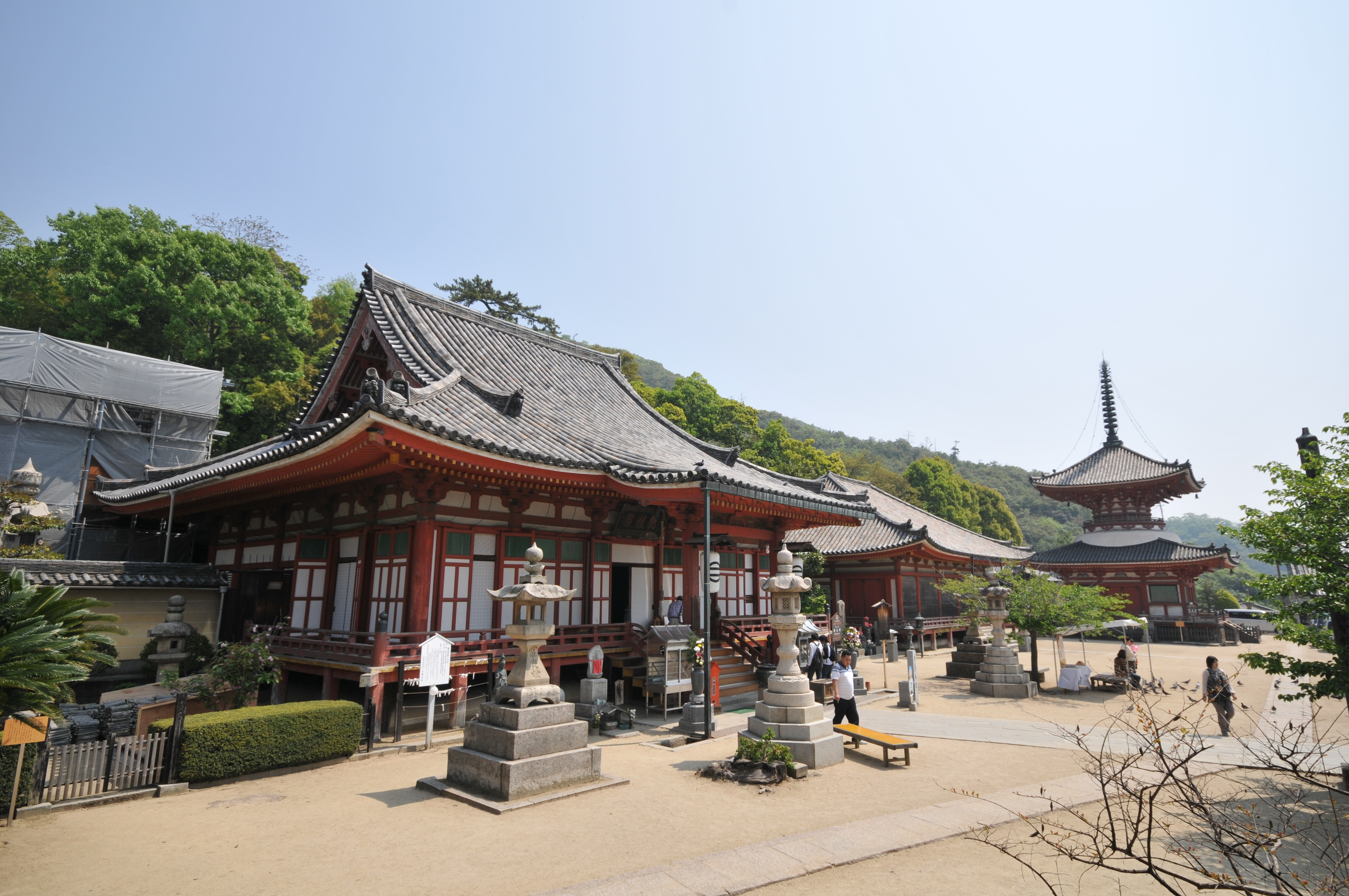
淨土寺本堂

19世紀時的著名圍棋棋手本因坊秀策也是出身自因島，在經過漫畫《棋魂》的推波助瀾下，與其有關之地點也成為朝聖之景點，目前在島上設有本因坊秀策圍棋紀念館展出相關資料。

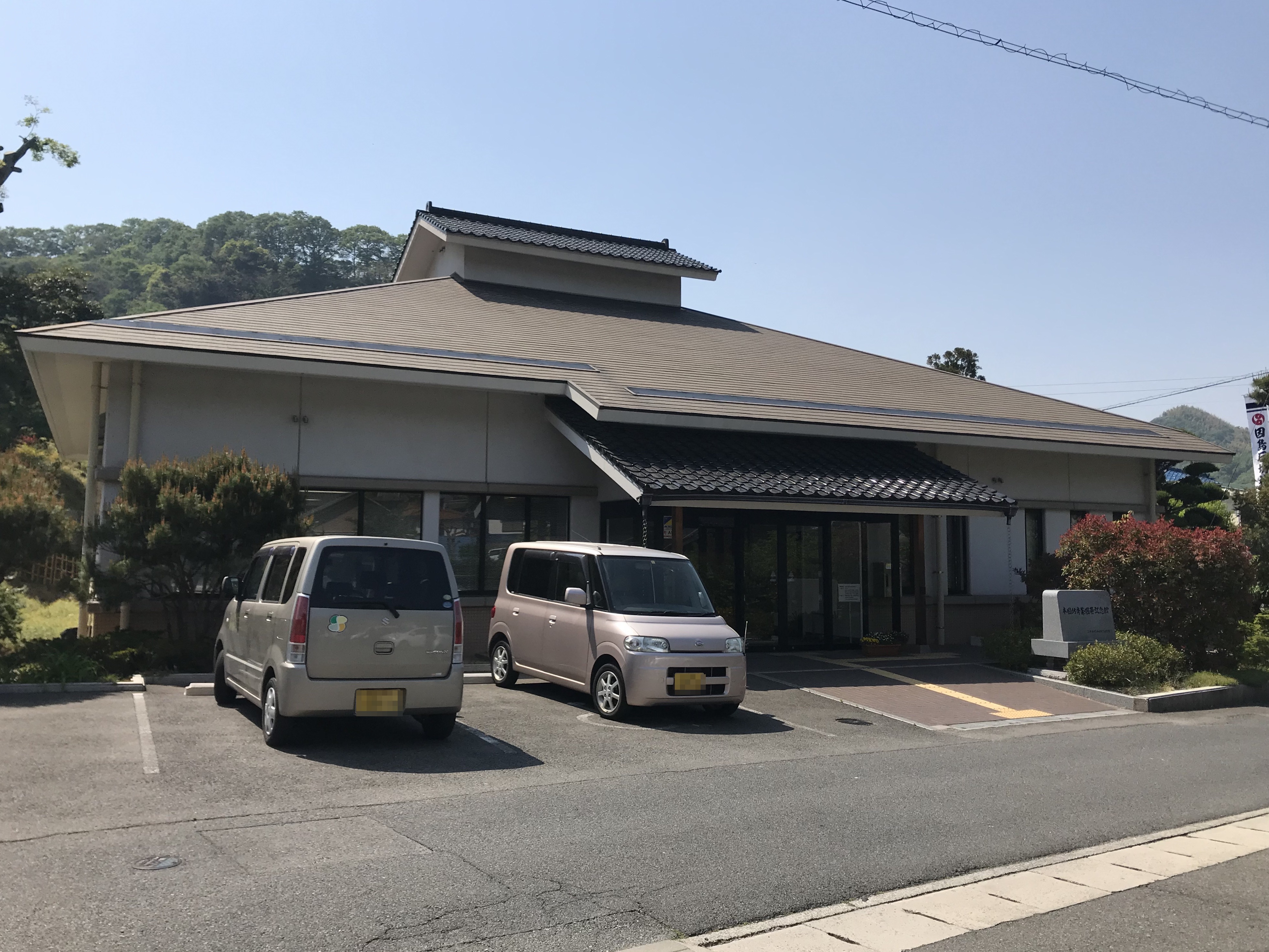
本因坊秀策圍棋紀念館
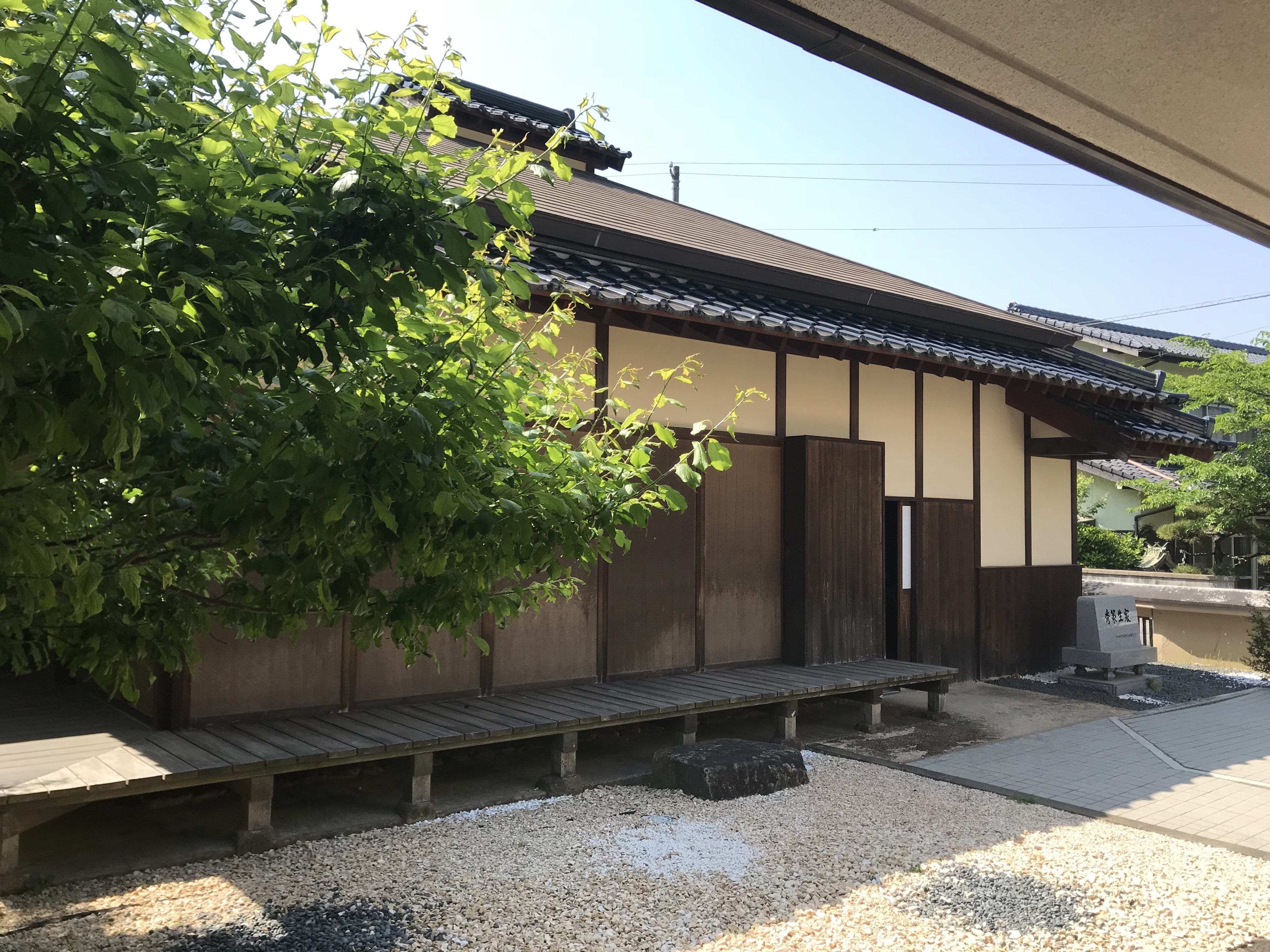
本因坊秀策圍棋紀念館旁的還原秀策出生之家

## 教育
位於市區西北側約二公里處的尾道市立大學是尾道市內唯一的高等教育學校；其過去原本是1950年成立的尾道短期大学，後於2000年改設為現在的市立大學。
此外，廣島大學的大學院統合生命科學研究科在向島南側海邊設有「附屬臨海實驗驗所」，主要進行海洋分子生物學研究，也是廣島大學裡學部生物科學科的海洋生物學實習地點。
福山大學在因島東北側海邊也設有「內海生物資源研究所」，致力於研究海洋生物生態、水產養殖及水族館展示的研究。

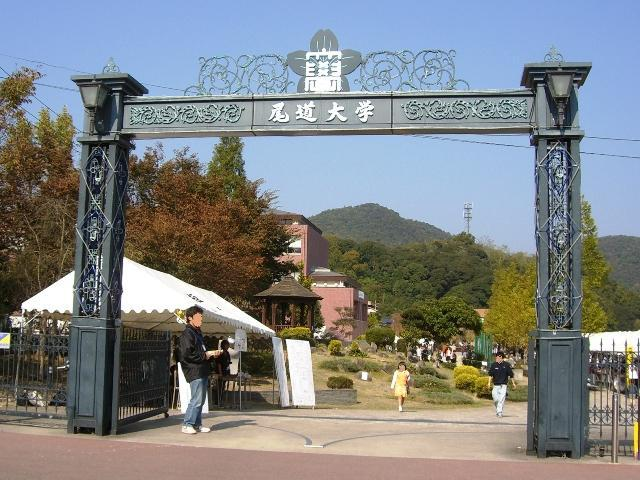
尾道市立大學校門
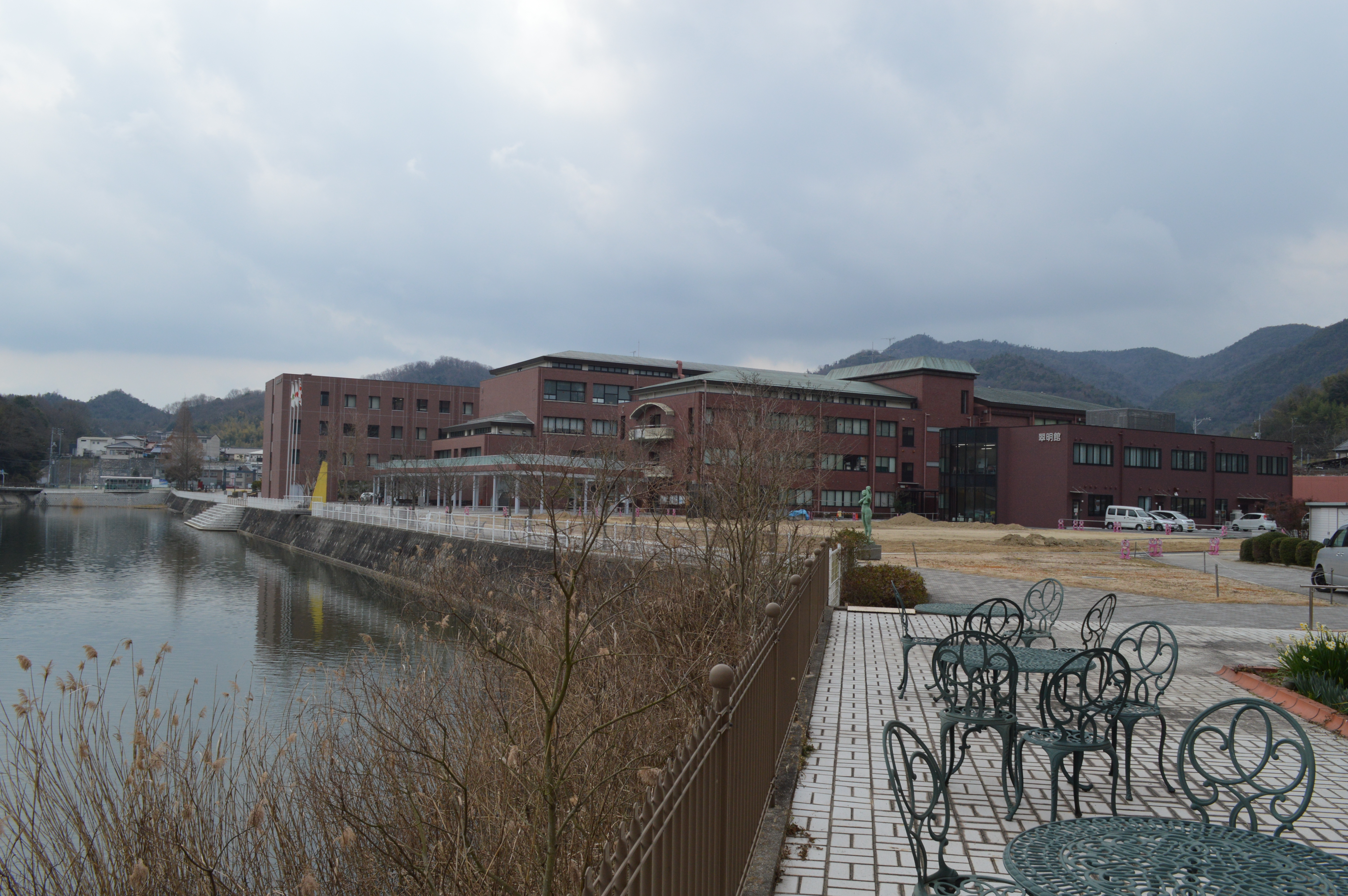
尾道市立大學校內景色

## 姊妹、友好都市

### 日本
- 今治市（愛媛縣）
尾道與今治兩地隔著瀨戶內海相對之處，兩地過去即作為四國與本州之間往來的交通路線，有渡輪航班往來；兩地因而在1968年締結為姊妹城市。[30]
- 松江市（島根縣）
尾道過去在1994年與東出雲町締結為「產業文化友好交流城市」，2011年東出雲町被併入松江市後，兩市於2012年締結為姊妹城市。[31]

### 海外
- 翁夫勒（法國下諾曼第卡爾瓦多斯省）
兩地於1998年締結為友好城市。[32]
- 釜山广域市中区（韓國釜山廣域市）
兩地於2013年簽訂友好交流意向書。[32]
- 嘉義市（台灣）
兩地於2016年簽訂友好交流協定書。[32][33]
- 臺中市（台灣）
兩地於2017年簽訂友好交流備忘錄。[32][34]

## 以尾道市為故事背景的作品
林芙美子與志賀直哉等作家，及導演大林宣彥等人，創作不少以尾道為背景的作品，使得尾道有「文學之城」（文学の街）之稱。
除了文學作品及電影，不少動漫作品亦以尾道市為背景，綜藝節目及廣告也常在尾道市取景拍攝。

### 文學作品
- 《放浪記（日语：放浪記）》（林芙美子）
- 《暗夜行路》（志賀直哉）
- 《惡名（日语：悪名）》（今東光）
- 《內海之輪（日语：内海の輪）》（松本清張）
- 《尾道渡船場附近》（森岡久元）
- 《尾道物語 純情篇》（森岡久元）
- 《尾道物語 幻想篇》（森岡久元）
- 《尾道物語 旅愁篇》（森岡久元）
- 《十八歳之旅日記 尾道物語 姊妹篇》（森岡久元）

### 電影作品

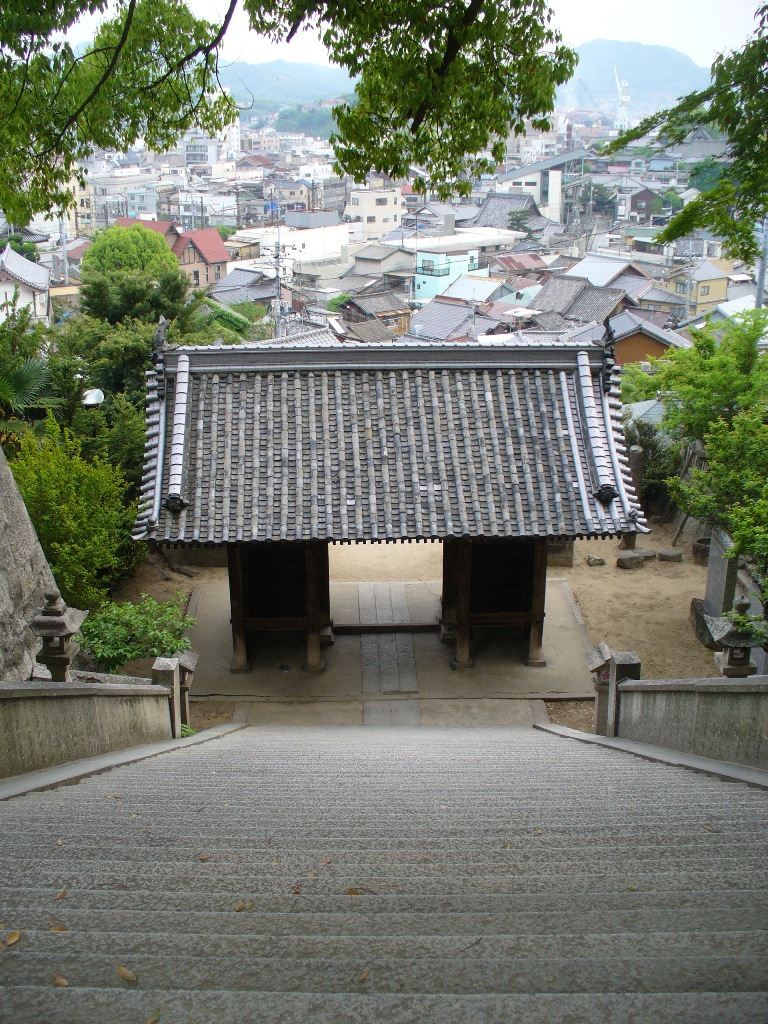
電影《轉校生》取景場景之一－御袖天満宮石階

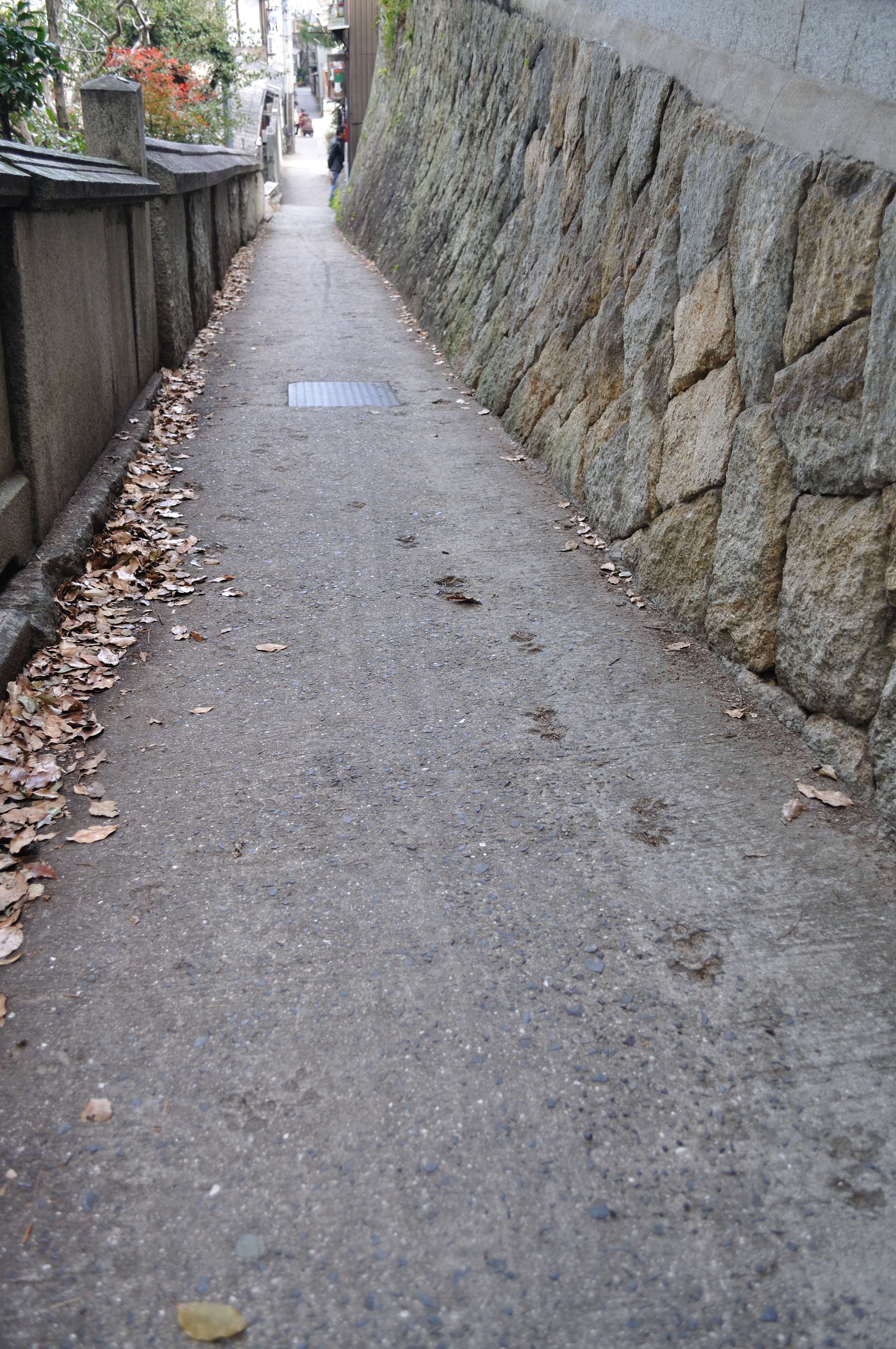
電影《穿越時空的少》取景場景之一－艮神社脇的細道（現在的貓之細道）

- 《東京物語》（1953年、小津安二郎監督）
- 《裸島》（1960年、新藤兼人監督）
- 《尾道三部曲》
  - 《轉校生》（1982年、大林宣彦監督）
  - 《穿越時空的少女（日语：時をかける少女 (1983年の映画)）》（1983年、大林宣彦監督）
  - 《寂寞的人（日语：さびしんぼう_(映画)）》（1985年、大林宣彦監督）
- 《新尾道三部曲》
  - 《兩個人（日语：ふたり）》（1991年、大林宣彦監督）
  - 《明日（日语：あした (映画)）》（1995年、大林宣彦監督）
  - 《那年夏天（日语：あの、夏の日）》（1999年、大林宣彦監督）
- 《男人們的大和》（2005年、佐藤純彌監督）

### 電視劇
- NHK連續電視小說《幸福鐵板燒》（2010年 - 2011年）
- 富士電視台《儘管如此也要活下去》第10話（2011年9月9日）
- 富士電視台《有喜歡的人》第7話（2016年8月29日）

### 漫画
- 《戀愛平行線（日语：ぱられる）》（小林俊彥作、Magazine SPECIAL、2000年 - 2002年、全4集）
- 《純愛塗鴉》（小林俊彦作、週刊少年Magazine・2002年 - 2003年、Magazine SPECIAL・2003年 - 2017年1月、全44集）

### 動畫
- 《棋魂》（東京電視台、電視動畫第61集、第62集）　尾道站〜因島
- 《神樣中學生》 （朝日電視台、2005年6月29日 - 9月28日）　向島、尾道水道的渡船。
- 《天空與海洋之間》（TOKYO MX、2018年10月3日 - 12月19日）
- 《碰之道》（毎日放送、TBS、2024年1月6日 - 3月23日）

### 電玩
- 《人中之龍6 生命詩篇。》（2016年12月8日世嘉發行的PS4電玩）
- 《天空與海洋之間》（2017年9月28日開放遊玩、原作・監修：廣井王子，索尼互動娛樂發行的手機遊戲。)

### MV
- STU48 第二張單曲《等待微風》（2018年12月26日於 Youtube公開[39][40]）

## 外部連結
市政相關
- （日語） 尾道市官方的Instagram帳戶
- （日語） YouTube上的尾道市官方頻道
- （日語） 尾道市地方振興協力隊的Facebook專頁

觀光協會
- （日語） 尾道市的觀光光情報 （页面存档备份，存于）
- （日語） 尾道觀光協會的Facebook專頁
- （日語） 尾道觀光協會的Instagram帳戶
- （日語） 尾道觀光協會的X（前Twitter）